# Championnat du monde masculin de handball 2021
Navigation
Allemagne/Danemark 2019 Pologne/Suède 2023
Le Championnat du monde masculin de handball 2021 est la 27e édition du Championnat du monde de handball qui a lieu du 13 au 31 janvier 2021. C'est une compétition organisée par la Fédération internationale de handball (IHF), elle réunit les meilleures sélections nationales.
Pour la deuxième fois, la compétition est organisée par l'Égypte après l'édition 1999. 
De plus cette édition est marquée par la décision de l'IHF de passer de 24 à 32 équipes participantes,.
Dans une compétition perturbée par la pandémie de Covid-19, le Danemark parvient à conserver son premier titre mondial acquis en 2019. Bien qu'elle ait été privée de plusieurs joueurs cadres, la Suède parvient à atteindre la finale, 20 ans après sa dernière médaille mondiale. L'Espagne, double Championne d'Europe en titre, remporte la médaille de bronze aux dépens de la France.

## Présentation

### Désignation du pays organisateur
L'Égypte est désignée le 6 novembre 2015 au détriment de la Pologne (néanmoins retenue avec la Suède pour 2023) et de la Hongrie.

### Lieux de compétition
La compétition se déroule sur quatre sites,. Toutefois, du fait de la pandémie de Covid-19, si les organisateurs de la compétition ont trouvé un accord avec l'IHF permettant la présence de spectateurs, une jauge maximale de 20% est appliquée :
- Le Caire : Complexe sportif du Stade international du Caire (en), d'une capacité de 17 000 spectateurs réduite à 3 400 spectateurs ;
- Nouvelle capitale : Palais des sports de la Nouvelle capitale (en), d'une capacité de 7 500 spectateurs réduite à 1 500 spectateurs ;
- Borg El Arab (Alexandrie) : Palais des sports de Borg Al Arab (de), d'une capacité de 5 000 spectateurs réduite à 1 000 spectateurs ;
- Ville du 6 octobre (Gizeh) : Palais des sports Hassan-Moustafa (en), d'une capacité de 5 200 spectateurs réduite à 1 040 spectateurs.

### Qualifications
En mars 2019, la Fédération internationale de handball (IHF) a dévoilé les nouvelles règles de qualification pour les championnats du monde, :
- 1 place pour le pays organisateur,
- 1 place pour le tenant du titre,
- en plus de 4 places attribuées pour l'Afrique, pour les Amériques (1 pour la zone Amérique du Nord et Caraïbes et 3 pour l'Amérique du Sud et l'Amérique Centrale), pour l'Asie et pour l'Europe, 12 places dites de « performance » sont offertes aux différents continents en fonction du classement (places 1 à 12) du Mondial précédent.
- 0 ou 1 place pour l'Océanie, dans le cas où l'équipe de ce continent termine cinquième ou mieux au Championnat d'Asie
- 1 ou 2 invitation(s) (Wild card), suivant le cas de l'Océanie

En conséquence du classement final du championnat du monde 2019, la distribution des 12 places « performance »  pour le Championnat du monde 2021 est la suivante :
- Afrique : 2 places (en plus des 4 places de base)
- Amériques : 1 place (en plus des 4 places de base)
- Asie : 0 place (en plus des 4 places de base)
- Europe: 9 places (en plus des 4 places de base).

Dès lors, la distribution des 32 places est la suivante :
| Continent                    | Place(s) | Moyen de qualification                         | Date                      | Nations qualifiées                                                                               |
| ---------------------------- | -------- | ---------------------------------------------- | ------------------------- | ------------------------------------------------------------------------------------------------ |
| —                            | 1        | Organisateur                                   | 6 novembre 2015           | Égypte                                                                                           |
| —                            | 1        | Championnat du monde 2019                      | 27 janvier 2019           | Danemark                                                                                         |
| Afrique (CAHB)               | 6        | Championnat d'Afrique 2020                     | 15-25 janvier 2020        | Tunisie, Algérie, Angola, Cap-Vert, Maroc, RD Congo                                              |
| Am. Nord et Caraïbes (NACHC) | 1 0      | Championnat d'Am. Nord et Caraïbes 2020        | annulé                    | États-Unis                                                                                       |
| Am. Sud et centrale (SCAHC)  | 3        | Championnat d'Amérique du Sud et centrale 2020 | 21-25 janvier 2020        | Argentine, Brésil, Uruguay                                                                       |
| Am. Sud et centrale (SCAHC)  | 1        | Tournoi de la dernière chance (en)             | annulé                    | Chili,                                                                                           |
| Asie (AHF)                   | 4        | Championnat d'Asie 2020                        | 16-27 janvier 2020        | Qatar, Corée du Sud, Japon, Bahreïn                                                              |
| Europe (EHF)                 | 3        | Championnat d'Europe 2020                      | 10-26 janvier 2020        | Espagne, Croatie, Norvège                                                                        |
| Europe (EHF)                 | 10 9     | Qualifications européennes (en) (voir supra)   | 5-11 juin 2020 (Annulées) | Slovénie, Allemagne, Portugal, Suède, Autriche, Hongrie, Biélorussie, Islande, Tchéquie, France. |
| —                            | 2        | Invitation (Wild card)                         | 9 juillet 2020            | Pologne, Russie                                                                                  |
| —                            | 2        | Remplacements                                  | 12 janvier 2021           | Macédoine du Nord, Suisse                                                                        |

Qualifications européennes
Après une première phase de groupe qui s'est déroulée en octobre 2019 et janvier 2020 pour les clubs non qualifiés pour le Championnat d'Europe 2020, deux tours de qualifications étaient prévus en avril puis en juin 2020. 
En conséquence de la pandémie de Covid-19, la Fédération européenne de handball a annoncé le 24 avril 2020 que ces matchs étaient annulés et que les 10 places qualificatives sont attribuées selon le classement final du Championnat d'Europe 2020 : Slovénie, Allemagne, Portugal, Suède, Autriche, Hongrie, Biélorussie, Islande, Tchéquie, France.

### Cas particulier de la Russie
En décembre 2020, le Tribunal arbitral du sport confirme que la Russie est exclue des grandes compétitions mondiales des deux années suivantes pour avoir transgressé les règles antidopage.
Pourtant, la Fédération internationale de handball autorise malgré tout la Russie à participer à ce championnat du monde à condition d'appliquer les consignes suivantes, :
- l'équipe russe devra se présenter sous le nom de « l'équipe de la fédération russe de handball » ;
- leur drapeau sera celui de la fédération de handball russe, sans texte ;
- leur tenue devra cacher toute référence à la Russie, ou les remplacer par le logo de leur fédération, sans texte ;
- le terme « Russes » devra être remplacé par « athlètes neutres » ;
- pour l'hymne diffusé avant les matches, un accord reste à trouver, sans quoi l'hymne de l'IHF sera joué.

Toutefois, pour une meilleure lisibilité de l'article, cette équipe sera malgré tout désignée sous le terme de « Russie » dans le reste de l'article.

### Formule
En conséquence du passage de 24 à 32 équipes, une nouvelle formule est mise en place :
- Tour préliminaire : huit groupes de quatre équipes, dont les trois premiers sont qualifiés. Les huit autres équipes jouent la coupe du président ;
- Tour principal : quatre groupes de six équipes, chaque poule regroupant les équipes issues de deux groupes du tour préliminaire ;
- Phase finale : les deux premiers de chaque poule du tour principal sont qualifiés pour les quarts de finale, lesquels sont suivis des demi-finales et enfin du match pour la 3e place et de la finale.

Cette formule permet ainsi d'avoir un match de moins par équipe et plus de temps de repos.
Lors des phases de groupes, les critères suivants sont utilisés pour départager les équipes:
1. Nombre de points obtenus entre les équipes en question
2. Différence de buts dans les matchs entre les équipes en question
3. Nombre de buts marqués dans les matchs entre les équipes en question
4. Différence de buts dans l'ensemble des matchs du groupe
5. Nombre de buts marqués dans l'ensemble des matchs du groupe
6. Tirage au sort.

### Impact du Covid-19
La compétition n'échappe pas à la pandémie de Covid-19 qui affecte le monde entier. Ainsi toutes les équipes doivent observer un strict respect des conditions sanitaires avec notamment la mise en place d'une bulle sanitaire pour les équipes et la compétition se joue sans spectateurs.
La veille du début de la compétition, les équipes de Tchéquie et des États-Unis sont contraintes d'annoncer leurs forfaits en raison de nombreux cas de Covid-19 au sein de leurs effectifs respectifs. Ces deux forfaits bénéficient respectivement à la Macédoine du Nord et à la Suisse qui intègrent la compétition,,.
Alors que seulement onze joueurs de ses joueurs ont pu rejoindre l'Égypte et disputer le premier match face à la Hongrie, l'équipe du Cap-Vert a dû faire face à deux nouveaux cas de Covid-19 et a ainsi été contrainte le 18 janvier de déclarer forfait général pour la suite de la compétition car n'étant pas en mesure de présenter un minimum de dix joueurs dont un gardien pour pouvoir disputer une rencontre tel que spécifié par le règlement de l'IHF,.

## Acteurs du championnat du monde

### Équipes qualifiées
| Nation            | Apparitions précédentes | Apparitions précédentes | Apparitions précédentes |
| Nation            | Nb                      | Titres                  | Participations |
| ----------------- | ----------------------- | ----------------------- | --- |
| Algérie           | 14                      | 0                       | 1974, 1982, 1986, 1990, 1995, 1997, 1999, 2001, 2003, 2005, 2009, 2011, 2013, 2015                                                                   |
| Allemagne         | 25                      | 3                       | 1938, 1954, 1958, 1961, 1964, 1967, 1970, 1974, 1978, 1982, 1986, 1990, 1993, 1995, 1999, 2001, 2003, 2005, 2007, 2009, 2011, 2013, 2015, 2017, 2019 |
| Angola            | 4                       | 0                       | 2005, 2007, 2017, 2019 |
| Argentine         | 12                      | 0                       | 1997, 1999, 2001, 2003, 2005, 2007, 2009, 2011, 2013, 2015, 2017, 2019                                                                               |
| Autriche          | 6                       | 0                       | 1938, 1958, 1993, 2011, 2015, 2019 |
| Bahreïn           | 3                       | 0                       | 2011, 2017, 2019 |
| Biélorussie       | 4                       | 0                       | 1995, 2013, 2015, 2017 |
| Brésil            | 14                      | 0                       | 1958, 1995, 1997, 1999, 2001, 2003, 2005 2007, 2009, 2011, 2013, 2015, 2017, 2019                                                                    |
| Cap-Vert          | 0                       | 0                       | Première participation |
| Chili             | 5                       | 0                       | 2011, 2013, 2015, 2017, 2019 |
| Corée du Sud      | 12                      | 0                       | 1986, 1990, 1993, 1995, 1997, 1999, 2001, 2007, 2009, 2011, 2013, 2019                                                                               |
| Croatie           | 13                      | 1                       | 1995, 1997, 1999, 2001, 2003, 2005, 2007, 2009, 2011, 2013, 2015, 2017, 2019                                                                         |
| Danemark          | 23                      | 1                       | 1938, 1954, 1958, 1961, 1964, 1967, 1970, 1974, 1978, 1982, 1986, 1993, 1995, 1999, 2003, 2005, 2007, 2009, 2011, 2013, 2015, 2017, 2019             |
| Égypte            | 15                      | 0                       | 1964, 1993, 1995, 1997, 1999, 2001, 2003, 2005, 2007 2009, 2011, 2013, 2015, 2017, 2019                                                              |
| Espagne           | 20                      | 2                       | 1958, 1974, 1978, 1982, 1986, 1990, 1993, 1995, 1997, 1999, 2001, 2003, 2005, 2007, 2009, 2011, 2013, 2015, 2017, 2019                               |
| France            | 22                      | 6                       | 1954, 1958, 1961, 1964, 1967, 1970, 1978, 1990, 1993, 1995, 1997, 1999, 2001, 2003, 2005, 2007, 2009, 2011, 2013, 2015, 2017, 2019                   |
| Hongrie           | 20                      | 0                       | 1958, 1964, 1967, 1970, 1974, 1978, 1982, 1986, 1990, 1993, 1995, 1997, 1999, 2003, 2007, 2009, 2011, 2013, 2017, 2019                               |
| Islande           | 20                      | 0                       | 1958, 1961, 1964, 1970, 1974, 1978, 1986, 1990, 1993, 1995, 1997, 2001, 2003, 2005, 2007, 2011, 2013, 2015, 2017, 2019                               |
| Japon             | 14                      | 0                       | 1961, 1964, 1967, 1970, 1974, 1978, 1982, 1990, 1995, 1997, 2005, 2011, 2017, 2019                                                                   |
| Macédoine du Nord | 6                       | 0                       | 1999, 2009, 2013, 2015, 2017, 2019 |
| Maroc             | 6                       | 0                       | 1995, 1997, 1999, 2001, 2003, 2007 |
| Norvège           | 15                      | 0                       | 1958, 1961, 1964, 1967, 1970, 1993, 1997, 1999, 2001, 2005, 2007, 2009, 2011, 2017, 2019                                                             |
| Pologne           | 15                      | 0                       | 1958, 1967, 1970, 1974, 1978, 1982, 1986, 1990, 2003, 2007, 2009, 2011, 2013, 2015, 2017                                                             |
| Portugal          | 3                       | 0                       | 1997, 2001, 2003 |
| Qatar             | 7                       | 0                       | 2003, 2005, 2007, 2013, 2015, 2017, 2019 |
| RD Congo          | 0                       | 0                       | Première participation |
| Russie            | 13                      | 2                       | 1993, 1995, 1997, 1999, 2001, 2003, 2005, 2007, 2009, 2013, 2015, 2017, 2019                                                                         |
| Slovénie          | 8                       | 0                       | 1995, 2001, 2003, 2005, 2007, 2013, 2015, 2017 |
| Suède             | 24                      | 4                       | 1938, 1954, 1958, 1961, 1964, 1967, 1970, 1974, 1978, 1982, 1986, 1990, 1993, 1995, 1997, 1999, 2001, 2003, 2005, 2009, 2011, 2015, 2017, 2019       |
| Suisse            | 10                      | 0                       | 1954, 1961, 1964, 1967, 1970, 1982, 1986, 1990, 1993, 1995                                                                                           |
| Tunisie           | 14                      | 0                       | 1967, 1995, 1997, 1999, 2001, 2003, 2005, 2007, 2009, 2011, 2013, 2015, 2017, 2019                                                                   |
| Uruguay           | 0                       | 0                       | Première participation |

Remarque : en gras et en italique sont indiqués respectivement le champion et le pays hôte de l'édition concernée.
En se basant sur les événements qualificatifs pour le Mondial, la fédération internationale (IHF) a dévoilé le 23 juillet 2020 les pots suivants en vue du tirage au sort réalisé le 5 septembre :
- Pot 1 :  Danemark,  Espagne,  Croatie,  Norvège,  Slovénie,  Allemagne,  Portugal,  Suède
- Pot 2 :  Égypte,  Argentine,  Autriche,  Hongrie,  Tunisie,  Algérie,  Qatar,  Biélorussie
- Pot 3 :  Islande,  Brésil,  Uruguay,  Tchéquie,  France,  Corée du Sud,  Japon,  Bahreïn
- Pot 4 :  Angola,  Cap-Vert,  Maroc,  RD Congo,  Pologne,  Russie, qualifié Amérique du Nord, qualifié Amérique du Sud et centrale

Postérieurement au tirage au sort, les deux derniers qualifiés sont déterminés (les États-Unis pour l'Amérique du Nord et le Chili pour l'Amérique du Sud et centrale).
Puis la veille du début de la compétition (cf. section Impacts du Covid-19), la Tchéquie et les États-Unis sont remplacés par la Macédoine du Nord et la Suisse respectivement, mais les pots ne sont ajustés en conséquence et les remplacements sont faits un à un.

### Arbitres
La liste des 19 paires de juge-arbitres a été dévoilée par l'IHF le 4 janvier 2021 :
- Youcef Belkhiri et Sid Ali Hamidi
- Julian Grillo et Sebastián Lenci
- Matija Gubica et Boris Milošević
- Václav Horáček et Jiří Novotný
- Mads Hansen et Jesper Madsen
- Alaa Emam et Hossam Hedaia
- Óscar Raluy López et Ángel Luis Sabroso Ramírez
- Charlotte et Julie Bonaventura
- Karim et Raouf Gasmi
- Robert Schulze et Tobias Tönnies
- Majid Kolahdouzan et Alireza Mousaviannazhad
- Gjorgji Nachevski et Slave Nikolov
- Ivan Pavićević et Miloš Ražnatović
- Håvard Kleven et Lars Jørum
- Duarte Santos et Ricardo Fonseca
- Bojan Lah et David Sok
- Mirza Kurtagic et Mattias Wetterwik
- Arthur Brunner et Morad Salah
- Samir Krichen et Samir Makhlouf

### Effectifs
Après une saison 2019/20 arrêtée au printemps en conséquence de la pandémie de Covid-19, la saison 2020/21 a pu reprendre mais reste perturbée par les cas de Covid-19 et puisqu'elle est particulièrement chargée au niveau international avec, outre ce Championnat du monde, les qualifications olympiques et les Jeux olympiques reportés d'une année, l'IHF a décidé en septembre 2020 d'autoriser les équipes à avoir un plus grand nombre de joueurs à leur disposition,. Alors que chaque équipe était précédemment composée de 16 joueurs avec une limite de trois changements pendant la compétition, l'IHF a autorisé les modifications suivantes :
- chaque équipe est autorisée à emmener 20 joueurs en Égypte. Les feuilles de match comportent toujours 16 joueurs mais jusqu'à la veille de chaque match, les entraîneurs ont la possibilité de choisir comme bon leur semble parmi les 20 joueurs présents pour établir leur feuille de match .
- au lieu d'un groupe élargi de 28 joueurs dans lesquels les entraîneurs pouvaient piocher pour réaliser leurs trois changements, la liste prévisionnelle passe à 35 joueurs et cinq changements peuvent être effectués pendant la compétition.

Ainsi, jusqu'à 25 joueurs par équipe peuvent participer à la compétition.
Parmi les particularités de ces effectifs, on peut noter que la Corée du Sud a choisi de ne sélectionner que des joueurs de moins de 23 ans. Ce choix a notamment eu pour conséquence que leur premier match, perdu 29 à 51, égale le record du nombre de buts marqués lors d'un match de Championnat du monde.

## Phase préliminaire
- Qualifié pour le tour principal.
- Reversé en coupe du président.

Les horaires sont données à partir du fuseau horaire GMT+2 (Africa/Cairo, EET).

### Groupe A
|   | Équipe    | Pts | J | G | N | P | Bp  | Bc | Diff |
| - | --------- | --- | - | - | - | - | --- | -- | ---- |
| 1 | Hongrie   | 6   | 3 | 3 | 0 | 0 | 107 | 73 | 34   |
| 2 | Allemagne | 4   | 3 | 2 | 0 | 1 | 81  | 43 | 38   |
| 3 | Uruguay   | 2   | 3 | 1 | 0 | 2 | 42  | 87 | -45  |
| 4 | Cap-Vert  | 0   | 3 | 0 | 0 | 3 | 27  | 54 | -27  |

| 15 janvier 2021 19h00 | Allemagne             | 43 – 14  | Uruguay            | Palais des sports, Ville du 6 octobre Arbitrage : Julian Grillo et Sebastian Lenci |
| 15 janvier 2021 19h00 | Timo Kastening (en) 9 | (16 – 4) | Diego Morandeira 4 | Palais des sports, Ville du 6 octobre Arbitrage : Julian Grillo et Sebastian Lenci |
| 15 janvier 2021 19h00 | ×4                    | Rapport  | ×1 ×2              | Palais des sports, Ville du 6 octobre Arbitrage : Julian Grillo et Sebastian Lenci |

| 15 janvier 2021 21h30 | Hongrie        | 34 – 27   | Cap-Vert         | Palais des sports, Ville du 6 octobre Arbitrage : Alaa Emam et Hossam Hedaia |
| 15 janvier 2021 21h30 | Gábor Ancsin 7 | (19 – 14) | Leandro Semedo 6 | Palais des sports, Ville du 6 octobre Arbitrage : Alaa Emam et Hossam Hedaia |
| 15 janvier 2021 21h30 | ×1 ×6 ×1       | Rapport   | ×1 ×4            | Palais des sports, Ville du 6 octobre Arbitrage : Alaa Emam et Hossam Hedaia |

| 17 janvier 2021 19h00 | Cap-Vert | 0 – 10 | Allemagne | Palais des sports, Ville du 6 octobre |

| 17 janvier 2021 21h30 | Hongrie         | 48 – 18  | Uruguay            | Palais des sports, Ville du 6 octobre Arbitrage : Majid Kolahdouzan et Alireza Mousaviannazhad |
| 17 janvier 2021 21h30 | Dominik Máthé 8 | (16 – 8) | Diego Morandeira 4 | Palais des sports, Ville du 6 octobre Arbitrage : Majid Kolahdouzan et Alireza Mousaviannazhad |
| 17 janvier 2021 21h30 | ×2 ×3           | Rapport  | ×2                 | Palais des sports, Ville du 6 octobre Arbitrage : Majid Kolahdouzan et Alireza Mousaviannazhad |

| 19 janvier 2021 19h00 | Uruguay | 10 – 0 | Cap-Vert | Palais des sports, Ville du 6 octobre |

| 19 janvier 2021 21h30 | Allemagne              | 28 – 29   | Hongrie                        | Palais des sports, Ville du 6 octobre Arbitrage : Matija Gubica (hr) et Boris Milošević (hr) |
| 19 janvier 2021 21h30 | Marcel Schiller (en) 7 | (14 – 15) | Dominik Máthé, Bence Bánhidi 8 | Palais des sports, Ville du 6 octobre Arbitrage : Matija Gubica (hr) et Boris Milošević (hr) |
| 19 janvier 2021 21h30 | ×7                     | Rapport   | ×7                             | Palais des sports, Ville du 6 octobre Arbitrage : Matija Gubica (hr) et Boris Milošević (hr) |

### Groupe B
|   | Équipe  | Pts | J | G | N | P | Bp | Bc | Diff |
| - | ------- | --- | - | - | - | - | -- | -- | ---- |
| 1 | Espagne | 5   | 3 | 2 | 1 | 0 | 92 | 85 | 7    |
| 2 | Pologne | 4   | 3 | 2 | 0 | 1 | 89 | 78 | 11   |
| 3 | Brésil  | 2   | 3 | 0 | 2 | 1 | 84 | 94 | -10  |
| 4 | Tunisie | 1   | 3 | 0 | 1 | 2 | 90 | 98 | -8   |

| 15 janvier 2021 19h00 | Espagne         | 29 – 29   | Brésil            | Palais des sports, Nouvelle capitale Arbitrage : Ivan Pavićević et Miloš Ražnatovic |
| 15 janvier 2021 19h00 | trois joueurs 4 | (16 – 13) | Moraes, Langaro 6 | Palais des sports, Nouvelle capitale Arbitrage : Ivan Pavićević et Miloš Ražnatovic |
| 15 janvier 2021 19h00 | ×4              | Rapport   | ×6                | Palais des sports, Nouvelle capitale Arbitrage : Ivan Pavićević et Miloš Ražnatovic |

| 15 janvier 2021 21h30 | Tunisie        | 28 – 30   | Pologne             | Palais des sports, Nouvelle capitale Arbitrage : Giorgji Nachevski et Slave Nikolov |
| 15 janvier 2021 21h30 | Mosbah Sanai 9 | (17 – 17) | Arkadiusz Moryto 11 | Palais des sports, Nouvelle capitale Arbitrage : Giorgji Nachevski et Slave Nikolov |
| 15 janvier 2021 21h30 | ×2 ×5          | Rapport   | ×2 ×6               | Palais des sports, Nouvelle capitale Arbitrage : Giorgji Nachevski et Slave Nikolov |

| 17 janvier 2021 19h00 | Tunisie           | 32 – 32   | Brésil               | Palais des sports, Nouvelle capitale Arbitrage : Mads Hansen (da) et Jesper Madesen |
| 17 janvier 2021 19h00 | Mohamed Darmoul 9 | (20 – 16) | Hackbarth, Langaro 6 | Palais des sports, Nouvelle capitale Arbitrage : Mads Hansen (da) et Jesper Madesen |
| 17 janvier 2021 19h00 | ×2 ×6             | Rapport   | ×4                   | Palais des sports, Nouvelle capitale Arbitrage : Mads Hansen (da) et Jesper Madesen |

| 17 janvier 2021 21h30 | Pologne        | 26 – 27   | Espagne         | Palais des sports, Nouvelle capitale Arbitrage : Václav Horáček et Jiří Novotný |
| 17 janvier 2021 21h30 | Szymon Sićko 6 | (11 – 14) | Trois joueurs 5 | Palais des sports, Nouvelle capitale Arbitrage : Václav Horáček et Jiří Novotný |
| 17 janvier 2021 21h30 | ×6             | Rapport   | ×2              | Palais des sports, Nouvelle capitale Arbitrage : Václav Horáček et Jiří Novotný |

| 19 janvier 2021 19h00 | Espagne                  | 36 – 30   | Tunisie           | Palais des sports, Nouvelle capitale Arbitrage : Mads Hansen (da) et Jesper Madesen |
| 19 janvier 2021 19h00 | Ángel Fernández Pérez 10 | (17 – 14) | Mohamed Darmoul 8 | Palais des sports, Nouvelle capitale Arbitrage : Mads Hansen (da) et Jesper Madesen |
| 19 janvier 2021 19h00 | ×5                       | Rapport   | ×1 ×3             | Palais des sports, Nouvelle capitale Arbitrage : Mads Hansen (da) et Jesper Madesen |

| 19 janvier 2021 21h30 | Brésil           | 23 – 33   | Pologne         | Palais des sports, Nouvelle capitale Arbitrage : Ivan Pavićević et Miloš Ražnatovic |
| 19 janvier 2021 21h30 | Haniel Langaro 4 | (11 – 13) | Sićko, Moryto 6 | Palais des sports, Nouvelle capitale Arbitrage : Ivan Pavićević et Miloš Ražnatovic |
| 19 janvier 2021 21h30 | ×4               | Rapport   | ×1 ×4           | Palais des sports, Nouvelle capitale Arbitrage : Ivan Pavićević et Miloš Ražnatovic |

### Groupe C
|   | Équipe  | Pts | J | G | N | P | Bp | Bc | Diff |
| - | ------- | --- | - | - | - | - | -- | -- | ---- |
| 1 | Croatie | 5   | 3 | 2 | 1 | 0 | 83 | 73 | 10   |
| 2 | Qatar   | 4   | 3 | 2 | 0 | 1 | 85 | 80 | 5    |
| 3 | Japon   | 3   | 3 | 1 | 1 | 1 | 88 | 89 | -1   |
| 4 | Angola  | 0   | 3 | 0 | 0 | 3 | 74 | 88 | -14  |

| 15 janvier 2021 16h30 | Qatar          | 30 – 25   | Angola                 | Palais des sports, Borg El Arab Arbitrage : Duarte Santos et Ricardo Fonseca |
| 15 janvier 2021 16h30 | Hamad Madadi 8 | (14 – 13) | Adelino Pestana (en) 6 | Palais des sports, Borg El Arab Arbitrage : Duarte Santos et Ricardo Fonseca |
| 15 janvier 2021 16h30 | ×1 ×6          | Rapport   | ×4                     | Palais des sports, Borg El Arab Arbitrage : Duarte Santos et Ricardo Fonseca |

| 15 janvier 2021 19h00 | Croatie             | 29 – 29   | Japon                               | Palais des sports, Borg El Arab Arbitrage : Samir Krichen et Samir Makhlouf |
| 15 janvier 2021 19h00 | Marino Marić (en) 7 | (14 – 17) | Yuto Agarie (en) Rennosuke Tokuda 5 | Palais des sports, Borg El Arab Arbitrage : Samir Krichen et Samir Makhlouf |
| 15 janvier 2021 19h00 | ×1 ×3               | Rapport   | ×1 ×3                               | Palais des sports, Borg El Arab Arbitrage : Samir Krichen et Samir Makhlouf |

| 17 janvier 2021 16h30 | Qatar            | 31 – 29   | Japon           | Palais des sports, Borg El Arab Arbitrage : Óscar Raluy López et Ángel Luis Sabroso Ramírez |
| 17 janvier 2021 16h30 | Frankis Marzo 11 | (15 – 16) | Rémi Feutrier 7 | Palais des sports, Borg El Arab Arbitrage : Óscar Raluy López et Ángel Luis Sabroso Ramírez |
| 17 janvier 2021 16h30 | ×3               | Rapport   | ×1 ×3           | Palais des sports, Borg El Arab Arbitrage : Óscar Raluy López et Ángel Luis Sabroso Ramírez |

| 17 janvier 2021 19h00 | Angola                  | 20 – 28   | Croatie      | Palais des sports, Borg El Arab Arbitrage : Youcef Belkhiri et Sid Ali Hamidi |
| 17 janvier 2021 19h00 | Edvaldo Ferreira (en) 4 | (11 – 12) | Ivan Čupić 6 | Palais des sports, Borg El Arab Arbitrage : Youcef Belkhiri et Sid Ali Hamidi |
| 17 janvier 2021 19h00 | ×6 ×2                   | Rapport   | ×2 ×6        | Palais des sports, Borg El Arab Arbitrage : Youcef Belkhiri et Sid Ali Hamidi |

| 19 janvier 2021 16h30 | Japon          | 30 – 29   | Angola       | Palais des sports, Borg El Arab Arbitrage : Samir Krichen et Samir Makhlouf |
| 19 janvier 2021 16h30 | Jin Watanabe 7 | (16 – 12) | Mário Tati 6 | Palais des sports, Borg El Arab Arbitrage : Samir Krichen et Samir Makhlouf |
| 19 janvier 2021 16h30 | ×1             | Rapport   | ×5           | Palais des sports, Borg El Arab Arbitrage : Samir Krichen et Samir Makhlouf |

| 19 janvier 2021 19h00 | Croatie         | 26 – 24   | Qatar           | Palais des sports, Borg El Arab Arbitrage : Giorgji Nachevski, Slave Nikolov |
| 19 janvier 2021 19h00 | Manuel Štrlek 6 | (13 – 11) | Frankis Marzo 7 | Palais des sports, Borg El Arab Arbitrage : Giorgji Nachevski, Slave Nikolov |
| 19 janvier 2021 19h00 | ×2 ×4           | Rapport   | ×1 ×2           | Palais des sports, Borg El Arab Arbitrage : Giorgji Nachevski, Slave Nikolov |

### Groupe D
|   | Équipe    | Pts | J | G | N | P | Bp  | Bc  | Diff |
| - | --------- | --- | - | - | - | - | --- | --- | ---- |
| 1 | Danemark  | 6   | 3 | 3 | 0 | 0 | 104 | 59  | 45   |
| 2 | Argentine | 4   | 3 | 2 | 0 | 1 | 72  | 74  | -2   |
| 3 | Bahreïn   | 2   | 3 | 1 | 0 | 2 | 75  | 85  | -10  |
| 4 | RD Congo  | 0   | 3 | 0 | 0 | 3 | 68  | 101 | -33  |

| 15 janvier 2021 19h00 | Argentine       | 28 – 22   | RD Congo     | Complexe du Stade international (en), Le Caire Arbitrage : Charlotte et Julie Bonaventura |
| 15 janvier 2021 19h00 | Trois joueurs 5 | (13 – 14) | Kiangebeni 7 | Complexe du Stade international (en), Le Caire Arbitrage : Charlotte et Julie Bonaventura |
| 15 janvier 2021 19h00 | ×3              | Rapport   | ×2           | Complexe du Stade international (en), Le Caire Arbitrage : Charlotte et Julie Bonaventura |

| 15 janvier 2021 21h30 | Danemark          | 34 – 20   | Bahreïn         | Complexe du Stade international (en), Le Caire Arbitrage : Arthur Brunner et Morad Salah |
| 15 janvier 2021 21h30 | Mathias Gidsel 10 | (19 – 10) | Mohamed Ahmed 8 | Complexe du Stade international (en), Le Caire Arbitrage : Arthur Brunner et Morad Salah |
| 15 janvier 2021 21h30 | ×5                | Rapport   | ×1 ×4           | Complexe du Stade international (en), Le Caire Arbitrage : Arthur Brunner et Morad Salah |

| 17 janvier 2021 19h00 | Argentine          | 24 – 21   | Bahreïn         | Complexe du Stade international (en), Le Caire Arbitrage : Robert Schulze et Tobias Tönnies |
| 17 janvier 2021 19h00 | Federico Pizarro 6 | (12 – 10) | Mohamed Ahmed 5 | Complexe du Stade international (en), Le Caire Arbitrage : Robert Schulze et Tobias Tönnies |
| 17 janvier 2021 19h00 | ×1                 | Rapport   | ×3 ×6           | Complexe du Stade international (en), Le Caire Arbitrage : Robert Schulze et Tobias Tönnies |

| 17 janvier 2021 21h30 | RD Congo         | 19 – 39   | Danemark       | Complexe du Stade international (en), Le Caire Arbitrage : Arthur Brunner et Morad Salah |
| 17 janvier 2021 21h30 | Bouity, Mvumbi 4 | (10 – 23) | Johan Hansen 8 | Complexe du Stade international (en), Le Caire Arbitrage : Arthur Brunner et Morad Salah |
| 17 janvier 2021 21h30 | ×1 ×3            | Rapport   | ×1             | Complexe du Stade international (en), Le Caire Arbitrage : Arthur Brunner et Morad Salah |

| 19 janvier 2021 19h00 | Bahreïn            | 34 – 27   | RD Congo                  | Complexe du Stade international (en), Le Caire Arbitrage : Lars Jørum et Håvard Kleven (no) |
| 19 janvier 2021 19h00 | Husain Al-Sayyad 9 | (14 – 12) | Johan Kiangebeni Kawola 6 | Complexe du Stade international (en), Le Caire Arbitrage : Lars Jørum et Håvard Kleven (no) |
| 19 janvier 2021 19h00 | ×1 ×7              | Rapport   | ×1 ×4                     | Complexe du Stade international (en), Le Caire Arbitrage : Lars Jørum et Håvard Kleven (no) |

| 19 janvier 2021 21h30 | Danemark        | 31 – 20   | Argentine        | Complexe du Stade international (en), Le Caire Arbitrage : Charlotte et Julie Bonaventura |
| 19 janvier 2021 21h30 | Mikkel Hansen 7 | (15 – 10) | Pedro Martínez 6 | Complexe du Stade international (en), Le Caire Arbitrage : Charlotte et Julie Bonaventura |
| 19 janvier 2021 21h30 | ×1 ×3           | Rapport   | ×2 ×6 ×1         | Complexe du Stade international (en), Le Caire Arbitrage : Charlotte et Julie Bonaventura |

### Groupe E
|   | Équipe   | Pts | J | G | N | P | Bp | Bc  | Diff |
| - | -------- | --- | - | - | - | - | -- | --- | ---- |
| 1 | France   | 6   | 3 | 3 | 0 | 0 | 88 | 76  | 12   |
| 2 | Norvège  | 4   | 3 | 2 | 0 | 1 | 93 | 82  | 11   |
| 3 | Suisse   | 2   | 3 | 1 | 0 | 2 | 77 | 81  | -4   |
| 4 | Autriche | 0   | 3 | 0 | 0 | 3 | 82 | 101 | -19  |

| 14 janvier 2021 19h00 | Autriche       | 25 – 28   | Suisse        | Palais des sports, Ville du 6 octobre Arbitrage : Majid Kolahdouzan et Mousavian |
| 14 janvier 2021 19h00 | Robert Weber 7 | (13 – 13) | Andy Schmid 7 | Palais des sports, Ville du 6 octobre Arbitrage : Majid Kolahdouzan et Mousavian |
| 14 janvier 2021 19h00 | ×1 ×7 ×1       | Rapport   | ×1 ×4         | Palais des sports, Ville du 6 octobre Arbitrage : Majid Kolahdouzan et Mousavian |

| 14 janvier 2021 21h30 | Norvège           | 24 – 28   | France        | Palais des sports, Ville du 6 octobre Arbitrage : Andreu Marin Lorente, Ignacio Garcia Serradilla |
| 14 janvier 2021 21h30 | Sander Sagosen 10 | (13 – 13) | Kentin Mahé 9 | Palais des sports, Ville du 6 octobre Arbitrage : Andreu Marin Lorente, Ignacio Garcia Serradilla |
| 14 janvier 2021 21h30 | ×5                | Rapport   | ×2 ×5         | Palais des sports, Ville du 6 octobre Arbitrage : Andreu Marin Lorente, Ignacio Garcia Serradilla |

| 16 janvier 2021 19h00 | Autriche        | 28 – 35   | France             | Palais des sports, Ville du 6 octobre Arbitrage : Julian Grillo, Sebastian Lenci |
| 16 janvier 2021 19h00 | Tobias Wagner 7 | (13 – 17) | Fabregas, Guigou 4 | Palais des sports, Ville du 6 octobre Arbitrage : Julian Grillo, Sebastian Lenci |
| 16 janvier 2021 19h00 | ×3              | Rapport   | ×1 ×4              | Palais des sports, Ville du 6 octobre Arbitrage : Julian Grillo, Sebastian Lenci |

| 16 janvier 2021 21h30 | Suisse                      | 25 – 31   | Norvège           | Palais des sports, Ville du 6 octobre Arbitrage : Matija Gubica (hr) et Boris Milošević (hr) |
| 16 janvier 2021 21h30 | Lier (en), Milosevic (en) 7 | (13 – 17) | Sander Sagosen 11 | Palais des sports, Ville du 6 octobre Arbitrage : Matija Gubica (hr) et Boris Milošević (hr) |
| 16 janvier 2021 21h30 | ×1 ×6                       | Rapport   | ×1 ×3             | Palais des sports, Ville du 6 octobre Arbitrage : Matija Gubica (hr) et Boris Milošević (hr) |

| 18 janvier 2021 19h00 | France        | 25 – 24   | Suisse         | Palais des sports, Ville du 6 octobre Arbitrage : Lopez Grillo Julian et Lenci Sebastian |
| 18 janvier 2021 19h00 | Kentin Mahé 7 | (14 – 14) | Andy Schmid 10 | Palais des sports, Ville du 6 octobre Arbitrage : Lopez Grillo Julian et Lenci Sebastian |
| 18 janvier 2021 19h00 | ×1 ×3         | Rapport   | ×1 ×5          | Palais des sports, Ville du 6 octobre Arbitrage : Lopez Grillo Julian et Lenci Sebastian |

| 18 janvier 2021 21h30 | Norvège          | 38 – 29   | Autriche                      | Palais des sports, Ville du 6 octobre Arbitrage : Ignacio García et Andreu Marin |
| 18 janvier 2021 21h30 | Sander Sagosen 9 | (20 – 17) | Robert Weber, Tobias Wagner 6 | Palais des sports, Ville du 6 octobre Arbitrage : Ignacio García et Andreu Marin |
| 18 janvier 2021 21h30 | ×1 ×4            | Rapport   | ×1 ×4                         | Palais des sports, Ville du 6 octobre Arbitrage : Ignacio García et Andreu Marin |

### Groupe F
|   | Équipe   | Pts | J | G | N | P | Bp | Bc | Diff |
| - | -------- | --- | - | - | - | - | -- | -- | ---- |
| 1 | Portugal | 6   | 3 | 3 | 0 | 0 | 84 | 62 | 22   |
| 2 | Islande  | 4   | 3 | 2 | 0 | 1 | 93 | 72 | 21   |
| 3 | Algérie  | 2   | 3 | 1 | 0 | 2 | 67 | 88 | -21  |
| 4 | Maroc    | 0   | 3 | 0 | 0 | 3 | 66 | 88 | -22  |

| 14 janvier 2021 19h00 | Algérie      | 24 – 23  | Maroc            | Palais des sports, Nouvelle capitale Arbitrage : Mads Hansen (da) et Jesper Madesen |
| 14 janvier 2021 19h00 | Ayoub Abdi 7 | (8 – 15) | Reida Rezzouki 6 | Palais des sports, Nouvelle capitale Arbitrage : Mads Hansen (da) et Jesper Madesen |
| 14 janvier 2021 19h00 | ×6           | Rapport  | ×1 ×9 ×3         | Palais des sports, Nouvelle capitale Arbitrage : Mads Hansen (da) et Jesper Madesen |

| 14 janvier 2021 21h30 | Portugal         | 25 – 23   | Islande              | Palais des sports, Nouvelle capitale Arbitrage : Václav Horáček et Jiří Novotný |
| 14 janvier 2021 21h30 | Miguel Martins 6 | (11 – 10) | Bjarki Már Elísson 6 | Palais des sports, Nouvelle capitale Arbitrage : Václav Horáček et Jiří Novotný |
| 14 janvier 2021 21h30 | ×2 ×3            | Rapport   | ×3 ×4                | Palais des sports, Nouvelle capitale Arbitrage : Václav Horáček et Jiří Novotný |

| 16 janvier 2021 19h00 | Maroc             | 20 – 33   | Portugal        | Palais des sports, Nouvelle capitale Arbitrage : Bojan Lah et David Sok |
| 16 janvier 2021 19h00 | Anime Harchaoui 5 | (12 – 12) | Pedro Portela 9 | Palais des sports, Nouvelle capitale Arbitrage : Bojan Lah et David Sok |
| 16 janvier 2021 19h00 | ×1 ×7             | Rapport   | ×2              | Palais des sports, Nouvelle capitale Arbitrage : Bojan Lah et David Sok |

| 16 janvier 2021 21h30 | Algérie      | 24 – 39   | Islande               | Palais des sports, Nouvelle capitale Arbitrage : Mads Hansen (da) et Jesper Madesen |
| 16 janvier 2021 21h30 | Ayoub Abdi 5 | (10 – 22) | Bjarki Már Elísson 12 | Palais des sports, Nouvelle capitale Arbitrage : Mads Hansen (da) et Jesper Madesen |
| 16 janvier 2021 21h30 | ×1 ×4 ×1     | Rapport   | ×4 ×1                 | Palais des sports, Nouvelle capitale Arbitrage : Mads Hansen (da) et Jesper Madesen |

| 18 janvier 2021 19h00 | Portugal        | 26 – 19  | Algérie            | Palais des sports, Nouvelle capitale Arbitrage : Ivan Pavićević et Miloš Ražnatovic |
| 18 janvier 2021 19h00 | Pedro Portela 4 | (14 – 9) | Messaoud Berkous 7 | Palais des sports, Nouvelle capitale Arbitrage : Ivan Pavićević et Miloš Ražnatovic |
| 18 janvier 2021 19h00 | ×6 ×1           | Rapport  | ×1 ×4 ×1           | Palais des sports, Nouvelle capitale Arbitrage : Ivan Pavićević et Miloš Ražnatovic |

| 18 janvier 2021 21h30 | Islande                        | 31 – 23   | Maroc             | Palais des sports, Nouvelle capitale Arbitrage : Václav Horáček et Jiří Novotný |
| 18 janvier 2021 21h30 | Guðmundsson, V. Kristjánsson 6 | (15 – 10) | Mohamed Zaroili 5 | Palais des sports, Nouvelle capitale Arbitrage : Václav Horáček et Jiří Novotný |
| 18 janvier 2021 21h30 | ×1 ×3                          | Rapport   | ×1 ×4 ×2          | Palais des sports, Nouvelle capitale Arbitrage : Václav Horáček et Jiří Novotný |

### Groupe G
|   | Équipe            | Pts | J | G | N | P | Bp | Bc  | Diff |
| - | ----------------- | --- | - | - | - | - | -- | --- | ---- |
| 1 | Suède             | 6   | 3 | 3 | 0 | 0 | 97 | 69  | 28   |
| 2 | Égypte            | 4   | 3 | 2 | 0 | 1 | 96 | 72  | 24   |
| 3 | Macédoine du Nord | 2   | 3 | 1 | 0 | 2 | 71 | 99  | -28  |
| 4 | Chili             | 0   | 3 | 0 | 0 | 3 | 84 | 108 | -24  |

| 13 janvier 2021 19h00 | Égypte           | 35 – 29   | Chili                  | Complexe du Stade international (en), Le Caire Arbitrage : Robert Schulze et Tobias Tönnies |
| 13 janvier 2021 19h00 | Yehia El-Deraa 6 | (18 - 11) | Esteban Salinas (en) 8 | Complexe du Stade international (en), Le Caire Arbitrage : Robert Schulze et Tobias Tönnies |
| 13 janvier 2021 19h00 | ×2 ×7            | Rapport   | ×2 ×9 ×1               | Complexe du Stade international (en), Le Caire Arbitrage : Robert Schulze et Tobias Tönnies |

| 14 janvier 2021 21h30 | Suède           | 32 – 20   | Macédoine du Nord | Complexe du Stade international (en), Le Caire Arbitrage : Lars Jørum et Håvard Kleven (no) |
| 14 janvier 2021 21h30 | Hampus Wanne 11 | (16 – 11) | Kiril Lazarov 5   | Complexe du Stade international (en), Le Caire Arbitrage : Lars Jørum et Håvard Kleven (no) |
| 14 janvier 2021 21h30 | ×2 ×4           | Rapport   | ×1 ×3             | Complexe du Stade international (en), Le Caire Arbitrage : Lars Jørum et Håvard Kleven (no) |

| 16 janvier 2021 19h00 | Égypte            | 38 – 19  | Macédoine du Nord | Complexe du Stade international (en), Le Caire Arbitrage : Charlotte et Julie Bonaventura |
| 16 janvier 2021 19h00 | Mohamed Mamdouh 8 | (20 – 6) | Trois joueurs 3   | Complexe du Stade international (en), Le Caire Arbitrage : Charlotte et Julie Bonaventura |
| 16 janvier 2021 19h00 | ×2                | Rapport  | ×5 ×1             | Complexe du Stade international (en), Le Caire Arbitrage : Charlotte et Julie Bonaventura |

| 16 janvier 2021 21h30 | Chili              | 26 – 41   | Suède           | Complexe du Stade international (en), Le Caire Arbitrage : Arthue Brunner, Morad Salah |
| 16 janvier 2021 21h30 | Erwin Feuchtmann 7 | (16 – 20) | Lucas Pellas 12 | Complexe du Stade international (en), Le Caire Arbitrage : Arthue Brunner, Morad Salah |
| 16 janvier 2021 21h30 | ×8 ×1              | Rapport   | ×1 ×4           | Complexe du Stade international (en), Le Caire Arbitrage : Arthue Brunner, Morad Salah |

| 18 janvier 2021 16h30 | Macédoine du Nord | 32 – 29   | Chili           | Complexe du Stade international (en), Le Caire Arbitrage : Matija Gubica (hr) et Boris Milošević (hr) |
| 18 janvier 2021 16h30 | Kiril Lazarov 8   | (16 – 17) | Trois joueurs 7 | Complexe du Stade international (en), Le Caire Arbitrage : Matija Gubica (hr) et Boris Milošević (hr) |
| 18 janvier 2021 16h30 | ×6                | Rapport   | ×1 ×5           | Complexe du Stade international (en), Le Caire Arbitrage : Matija Gubica (hr) et Boris Milošević (hr) |

| 18 janvier 2021 19h00 | Suède           | 24 – 23  | Égypte           | Complexe du Stade international (en), Le Caire Arbitrage : Lars Jørum et Håvard Kleven (no) |
| 18 janvier 2021 19h00 | Linus Persson 8 | (9 – 12) | Mohammad Sanad 8 | Complexe du Stade international (en), Le Caire Arbitrage : Lars Jørum et Håvard Kleven (no) |
| 18 janvier 2021 19h00 | ×1 ×2           | Rapport  | ×3               | Complexe du Stade international (en), Le Caire Arbitrage : Lars Jørum et Håvard Kleven (no) |

### Groupe H
|   | Équipe       | Pts | J | G | N | P | Bp  | Bc  | Diff |
| - | ------------ | --- | - | - | - | - | --- | --- | ---- |
| 1 | Russie       | 5   | 3 | 2 | 1 | 0 | 93  | 83  | 10   |
| 2 | Slovénie     | 4   | 3 | 2 | 0 | 1 | 105 | 85  | 20   |
| 3 | Biélorussie  | 3   | 3 | 1 | 1 | 1 | 89  | 85  | 4    |
| 4 | Corée du Sud | 0   | 3 | 0 | 0 | 3 | 79  | 113 | -34  |

1. ↑  Officiellement « Équipe de la fédération russe de handball », cf. Championnat du monde masculin de handball 2021#Cas particulier de la Russie.

| 14 janvier 2021 16h30 | Biélorussie        | 32 – 32   | Russie          | Palais des sports, Borg El Arab Arbitrage : Belkhiri, Hamidi |
| 14 janvier 2021 16h30 | Mikita Vailupau 10 | (15 – 15) | Trois joueurs 6 | Palais des sports, Borg El Arab Arbitrage : Belkhiri, Hamidi |
| 14 janvier 2021 16h30 | ×1 ×6              | Rapport   | ×1 ×5 ×1        | Palais des sports, Borg El Arab Arbitrage : Belkhiri, Hamidi |

| 14 janvier 2021 19h00 | Slovénie        | 51 – 29   | Corée du Sud     | Palais des sports, Borg El Arab Arbitrage : Raluy, Sabroso |
| 14 janvier 2021 19h00 | Dragan Gajić 10 | (25 – 16) | Kim JY, Kim JH 6 | Palais des sports, Borg El Arab Arbitrage : Raluy, Sabroso |
| 14 janvier 2021 19h00 | ×1 ×6           | Rapport   | ×2               | Palais des sports, Borg El Arab Arbitrage : Raluy, Sabroso |

| 16 janvier 2021 16h30 | Biélorussie       | 32 – 24  | Corée du Sud    | Palais des sports, Borg El Arab Arbitrage : Samir Krichen et Samir Makhlouf |
| 16 janvier 2021 16h30 | Mikita Vailupau 8 | (15 – 9) | Kim Jin-young 8 | Palais des sports, Borg El Arab Arbitrage : Samir Krichen et Samir Makhlouf |
| 16 janvier 2021 16h30 | ×1 ×9 ×1          | Rapport  | ×3              | Palais des sports, Borg El Arab Arbitrage : Samir Krichen et Samir Makhlouf |

| 16 janvier 2021 19h00 | Russie          | 31 – 25   | Slovénie       | Palais des sports, Borg El Arab Arbitrage : Giorgji Nachevski et Slave Nikolov |
| 16 janvier 2021 19h00 | Trois joueurs 6 | (16 – 13) | Jure Dolenec 6 | Palais des sports, Borg El Arab Arbitrage : Giorgji Nachevski et Slave Nikolov |
| 16 janvier 2021 19h00 | ×1 ×5           | Rapport   | ×1 ×4          | Palais des sports, Borg El Arab Arbitrage : Giorgji Nachevski et Slave Nikolov |

| 18 janvier 2021 16h30 | Corée du Sud | 25 – 29   | Russie             | Palais des sports, Borg El Arab Arbitrage : Youcef Belkhiri et Sid Ali Hamidi |
| 18 janvier 2021 16h30 | Kim Jiun 8   | (15 – 15) | Andreïev, Kornev 5 | Palais des sports, Borg El Arab Arbitrage : Youcef Belkhiri et Sid Ali Hamidi |
| 18 janvier 2021 16h30 | ×1 ×2        | Rapport   | ×2 ×5              | Palais des sports, Borg El Arab Arbitrage : Youcef Belkhiri et Sid Ali Hamidi |

| 18 janvier 2021 19h00 | Slovénie    | 29 – 25   | Biélorussie      | Palais des sports, Borg El Arab Arbitrage : Raluy, Sabroso |
| 18 janvier 2021 19h00 | Blaž Janc 8 | (15 – 15) | Artsem Karalek 7 | Palais des sports, Borg El Arab Arbitrage : Raluy, Sabroso |
| 18 janvier 2021 19h00 | ×1 ×5       | Rapport   | ×1 ×5            | Palais des sports, Borg El Arab Arbitrage : Raluy, Sabroso |

## Coupe du président

### Groupe PCI
|   | Équipe   | Pts | J | G | N | P | Bp | Bc | Diff |
| - | -------- | --- | - | - | - | - | -- | -- | ---- |
| 1 | Tunisie  | 6   | 3 | 3 | 0 | 0 | 82 | 51 | 31   |
| 2 | RD Congo | 4   | 3 | 2 | 0 | 1 | 64 | 69 | -5   |
| 3 | Angola   | 2   | 3 | 1 | 0 | 2 | 70 | 66 | 4    |
| 4 | Cap-Vert | 0   | 3 | 0 | 0 | 3 | 00 | 30 | -30  |

1. ↑  Le Cap-Vert a été contraint de déclarer forfait général, cf. Impact du Covid-19.

| 21 janvier 2021 16h30 | Cap-Vert | 0 – 10 | Tunisie | Palais des sports, Ville du 6 octobre |

| 21 janvier 2021 19h00 | Angola             | 31 – 32   | RD Congo           | Palais des sports, Ville du 6 octobre Arbitrage : Alaa Emam et Hossam Hedaia |
| 21 janvier 2021 19h00 | Edvaldo Ferreira 8 | (15 – 13) | Johan Kiangebeni 8 | Palais des sports, Ville du 6 octobre Arbitrage : Alaa Emam et Hossam Hedaia |
| 21 janvier 2021 19h00 | ×1 ×2 ×1           | Rapport   | ×1 ×5              | Palais des sports, Ville du 6 octobre Arbitrage : Alaa Emam et Hossam Hedaia |

| 23 janvier 2021 16h30 | Cap-Vert | 0 – 10 | Angola | Palais des sports, Ville du 6 octobre |

| 23 janvier 2021 19h00 | Tunisie          | 38 – 22   | RD Congo          | Palais des sports, Ville du 6 octobre Arbitrage : Julian Grillo, Seabstian Lenci |
| 23 janvier 2021 19h00 | Ghannsen Toumi 7 | (17 – 13) | Gauthier Mvumbi 5 | Palais des sports, Ville du 6 octobre Arbitrage : Julian Grillo, Seabstian Lenci |
| 23 janvier 2021 19h00 | ×4               | Rapport   | ×2                | Palais des sports, Ville du 6 octobre Arbitrage : Julian Grillo, Seabstian Lenci |

| 25 janvier 2021 16h30 | RD Congo | 10 – 0 | Cap-Vert | Palais des sports, Ville du 6 octobre |

| 25 janvier 2021 19h00 | Tunisie       | 34 – 29   | Angola                     | Palais des sports, Ville du 6 octobre Arbitrage : Majid Kolahdouzan et Alireza Mousaviannazhad |
| 25 janvier 2021 19h00 | Issam Rzig 12 | (14 – 13) | Romé Hebo, Cláudio Lopes 7 | Palais des sports, Ville du 6 octobre Arbitrage : Majid Kolahdouzan et Alireza Mousaviannazhad |
| 25 janvier 2021 19h00 | ×1 ×8         | Rapport   | ×1 ×3 ×1                   | Palais des sports, Ville du 6 octobre Arbitrage : Majid Kolahdouzan et Alireza Mousaviannazhad |

### Groupe PCII
|   | Équipe       | Pts | J | G | N | P | Bp  | Bc  | Diff |
| - | ------------ | --- | - | - | - | - | --- | --- | ---- |
| 1 | Autriche     | 6   | 3 | 3 | 0 | 0 | 105 | 82  | 23   |
| 2 | Chili        | 4   | 3 | 2 | 0 | 1 | 103 | 83  | 20   |
| 3 | Maroc        | 2   | 3 | 1 | 0 | 2 | 71  | 89  | -18  |
| 4 | Corée du Sud | 0   | 3 | 0 | 0 | 3 | 87  | 112 | -25  |

| 20 janvier 2021 16h30 | Chili                    | 44 – 33   | Corée du Sud    | Palais des sports, Nouvelle capitale Arbitrage : Yousef Belkhiri et Sid Ali Hamidi |
| 20 janvier 2021 16h30 | Rodrigo Salinas Muñoz 12 | (24 – 17) | Kim Jin-young 8 | Palais des sports, Nouvelle capitale Arbitrage : Yousef Belkhiri et Sid Ali Hamidi |
| 20 janvier 2021 16h30 | ×2 ×4                    | Rapport   | ×5              | Palais des sports, Nouvelle capitale Arbitrage : Yousef Belkhiri et Sid Ali Hamidi |

| 20 janvier 2021 19h00 | Autriche            | 36 – 22   | Maroc            | Palais des sports, Nouvelle capitale Arbitrage : Arthur Brunner, Morad Salah |
| 20 janvier 2021 19h00 | Sebastian Frimmel 9 | (17 – 14) | Rezzouki Reida 7 | Palais des sports, Nouvelle capitale Arbitrage : Arthur Brunner, Morad Salah |
| 20 janvier 2021 19h00 | ×2 ×5               | Rapport   | ×4               | Palais des sports, Nouvelle capitale Arbitrage : Arthur Brunner, Morad Salah |

| 22 janvier 2021 16h30 | Maroc           | 32 – 25   | Corée du Sud    | Palais des sports, Nouvelle capitale Arbitrage : Lars Jørum et Håvard Kleven (no) |
| 22 janvier 2021 16h30 | Nacym Fougani 7 | (15 – 14) | Kim Jin-young 9 | Palais des sports, Nouvelle capitale Arbitrage : Lars Jørum et Håvard Kleven (no) |
| 22 janvier 2021 16h30 | ×2 ×5 ×1        | Rapport   | ×4              | Palais des sports, Nouvelle capitale Arbitrage : Lars Jørum et Håvard Kleven (no) |

| 22 janvier 2021 19h00 | Autriche            | 33 – 31   | Chili            | Palais des sports, Nouvelle capitale Arbitrage : Arthur Brunner et Morad Salad |
| 22 janvier 2021 19h00 | Sebastian Frimmel 8 | (14 – 15) | Erwin Feuchtmann | Palais des sports, Nouvelle capitale Arbitrage : Arthur Brunner et Morad Salad |
| 22 janvier 2021 19h00 | ×1                  | Rapport   | ×7 ×1            | Palais des sports, Nouvelle capitale Arbitrage : Arthur Brunner et Morad Salad |

| 24 janvier 2021 16h30 | Maroc             | 17 – 28   | Chili                  | Palais des sports, Nouvelle capitale Arbitrage : Ivan Pavićević et Miloš Ražnatovic |
| 24 janvier 2021 16h30 | Amine Harchaoui 6 | (12 – 14) | Esteban Salinas (en) 7 | Palais des sports, Nouvelle capitale Arbitrage : Ivan Pavićević et Miloš Ražnatovic |
| 24 janvier 2021 16h30 | ×6 ×2             | Rapport   | ×2                     | Palais des sports, Nouvelle capitale Arbitrage : Ivan Pavićević et Miloš Ražnatovic |

| 24 janvier 2021 19h00 | Corée du Sud                 | 29 – 36   | Autriche            | Palais des sports, Nouvelle capitale Arbitrage : Emam, Hedaia |
| 24 janvier 2021 19h00 | Kim Jin-young, Kang Jun-gu 4 | (14 – 18) | Julian Pratschner 9 | Palais des sports, Nouvelle capitale Arbitrage : Emam, Hedaia |
| 24 janvier 2021 19h00 | ×1                           | Rapport   | ×2 ×3               | Palais des sports, Nouvelle capitale Arbitrage : Emam, Hedaia |

### Matchs de classement
Match pour la 31e place
| 27 janvier 2021 16h00 | Cap-Vert | 0 – 10 | Corée du Sud | Palais des sports, Ville du 6 octobre |

Match pour la 29e place
| 27 janvier 2021 18h30 | Angola                        | 29 – 30ap (tab)    | Maroc             | Palais des sports, Ville du 6 octobre Arbitrage : Yousef Belkhiri et Sid Ali Hamidi |
| 27 janvier 2021 18h30 | Edvaldo Ferreira, Romé Hebo 6 | (14 – 13, 27 – 27) | Rezzouki Reida 12 | Palais des sports, Ville du 6 octobre Arbitrage : Yousef Belkhiri et Sid Ali Hamidi |
| 27 janvier 2021 18h30 | Tab : 2 – 3                   |                    |                   | Palais des sports, Ville du 6 octobre Arbitrage : Yousef Belkhiri et Sid Ali Hamidi |
| 27 janvier 2021 18h30 | ×5                            | Rapport            | ×2 ×4             | Palais des sports, Ville du 6 octobre Arbitrage : Yousef Belkhiri et Sid Ali Hamidi |

Match pour la 27e place
| 27 janvier 2021 16h00 | RD Congo      | 30 – 35   | Chili           | Palais des sports, Nouvelle capitale Arbitrage : Samir Krichen et Samir Makhlouf |
| 27 janvier 2021 16h00 | Adam Ngando 8 | (13 – 18) | Trois joueurs 6 | Palais des sports, Nouvelle capitale Arbitrage : Samir Krichen et Samir Makhlouf |
| 27 janvier 2021 16h00 | ×3            | Rapport   | ×1              | Palais des sports, Nouvelle capitale Arbitrage : Samir Krichen et Samir Makhlouf |

Match pour la 25e place
| 27 janvier 2021 18h30 | Tunisie        | 37 – 33   | Autriche                           | Palais des sports, Nouvelle capitale Arbitrage : Julian Grillo et Sebatian Lenci |
| 27 janvier 2021 18h30 | Mosbah Sanai 8 | (19 – 16) | Sebastian Frimmel, Tobias Wagner 7 | Palais des sports, Nouvelle capitale Arbitrage : Julian Grillo et Sebatian Lenci |
| 27 janvier 2021 18h30 | ×2 ×4          | Rapport   | ×2 ×3                              | Palais des sports, Nouvelle capitale Arbitrage : Julian Grillo et Sebatian Lenci |

## Tour principal
- Qualifié pour les quarts de finale.
- Éliminé.

Les horaires sont donnés à partir du fuseau horaire GMT+2 (Africa/Cairo, EET).

### Groupe I
|   | Équipe    | Pts | J | G | N | P | Bp  | Bc  | Diff |
| - | --------- | --- | - | - | - | - | --- | --- | ---- |
| 1 | Espagne   | 9   | 5 | 4 | 1 | 0 | 162 | 134 | 28   |
| 2 | Hongrie   | 8   | 5 | 4 | 0 | 1 | 160 | 131 | 29   |
| 3 | Allemagne | 5   | 5 | 2 | 1 | 2 | 153 | 122 | 31   |
| 4 | Pologne   | 5   | 5 | 2 | 1 | 2 | 138 | 119 | 19   |
| 5 | Brésil    | 3   | 5 | 1 | 1 | 3 | 136 | 139 | -3   |
| 6 | Uruguay   | 0   | 5 | 0 | 0 | 5 | 88  | 192 | -104 |

| 21 janvier 2021 16h30 | Uruguay         | 16 – 30  | Pologne            | Palais des sports, Nouvelle capitale Arbitrage : Belkhiri, Hamidi |
| 21 janvier 2021 16h30 | Máximo Cancio 6 | (9 – 14) | Arkadiusz Moryto 8 | Palais des sports, Nouvelle capitale Arbitrage : Belkhiri, Hamidi |
| 21 janvier 2021 16h30 | ×1              | Rapport  | ×1 ×6              | Palais des sports, Nouvelle capitale Arbitrage : Belkhiri, Hamidi |

| 21 janvier 2021 19h00 | Hongrie         | 29 – 23   | Brésil           | Palais des sports, Nouvelle capitale Arbitrage : Arthur Brunner et Morad Salah |
| 21 janvier 2021 19h00 | Bence Bánhidi 5 | (16 – 11) | Haniel Langaro 8 | Palais des sports, Nouvelle capitale Arbitrage : Arthur Brunner et Morad Salah |
| 21 janvier 2021 19h00 | ×2 ×4           | Rapport   | ×3               | Palais des sports, Nouvelle capitale Arbitrage : Arthur Brunner et Morad Salah |

| 21 janvier 2021 21h30 | Espagne           | 32 – 28   | Allemagne             | Palais des sports, Nouvelle capitale Arbitrage : Matija Gubica (hr) et Boris Milošević (hr) |
| 21 janvier 2021 21h30 | Ángel Fernández 6 | (16 – 13) | Timo Kastening (en) 7 | Palais des sports, Nouvelle capitale Arbitrage : Matija Gubica (hr) et Boris Milošević (hr) |
| 21 janvier 2021 21h30 | ×1 ×3             | Rapport   | ×2 ×5 ×1              | Palais des sports, Nouvelle capitale Arbitrage : Matija Gubica (hr) et Boris Milošević (hr) |

| 23 janvier 2021 16h30 | Uruguay         | 23 – 38   | Espagne       | Palais des sports, Nouvelle capitale Arbitrage : Alaa Emam et Hossam Hedaia |
| 23 janvier 2021 16h30 | Máximo Cancio 8 | (12 – 24) | Aitor Ariño 8 | Palais des sports, Nouvelle capitale Arbitrage : Alaa Emam et Hossam Hedaia |
| 23 janvier 2021 16h30 | Rapport         |           |               | Palais des sports, Nouvelle capitale Arbitrage : Alaa Emam et Hossam Hedaia |

| 23 janvier 2021 19h00 | Pologne        | 26 – 30   | Hongrie      | Palais des sports, Nouvelle capitale Arbitrage : Matija Gubica (hr) et Boris Milošević (hr) |
| 23 janvier 2021 19h00 | Szymon Sićko 5 | (10 – 16) | Máté Lékai 8 | Palais des sports, Nouvelle capitale Arbitrage : Matija Gubica (hr) et Boris Milošević (hr) |
| 23 janvier 2021 19h00 | ×3             | Rapport   | ×1 ×3        | Palais des sports, Nouvelle capitale Arbitrage : Matija Gubica (hr) et Boris Milošević (hr) |

| 23 janvier 2021 21h30 | Allemagne        | 31 – 24   | Brésil           | Palais des sports, Nouvelle capitale Arbitrage : Lars Jørum et Håvard Kleven (no) |
| 23 janvier 2021 21h30 | Johannes Golla 7 | (16 – 12) | Rogério Moraes 6 | Palais des sports, Nouvelle capitale Arbitrage : Lars Jørum et Håvard Kleven (no) |
| 23 janvier 2021 21h30 | ×1 ×6            | Rapport   | ×1 ×3            | Palais des sports, Nouvelle capitale Arbitrage : Lars Jørum et Håvard Kleven (no) |

| 25 janvier 2021 16h30 | Brésil         | 37 – 17  | Uruguay         | Palais des sports, Nouvelle capitale Arbitrage : Samir Krichen et Samir Makhlouf |
| 25 janvier 2021 16h30 | Jose Luciano 7 | (18 – 7) | Trois Joueurs 3 | Palais des sports, Nouvelle capitale Arbitrage : Samir Krichen et Samir Makhlouf |
| 25 janvier 2021 16h30 | ×1 ×2          | Rapport  | ×2              | Palais des sports, Nouvelle capitale Arbitrage : Samir Krichen et Samir Makhlouf |

| 25 janvier 2021 19h00 | Espagne       | 36 – 28   | Hongrie                                | Palais des sports, Nouvelle capitale Arbitrage : Giorgji Nachevski et Slave Nikolov |
| 25 janvier 2021 19h00 | Ferrán Solé 8 | (21 – 14) | Zsolt Balogh (en), Mátyás Győri (en) 5 | Palais des sports, Nouvelle capitale Arbitrage : Giorgji Nachevski et Slave Nikolov |
| 25 janvier 2021 19h00 | ×1 ×5         | Rapport   | ×1 ×4                                  | Palais des sports, Nouvelle capitale Arbitrage : Giorgji Nachevski et Slave Nikolov |

| 25 janvier 2021 21h30 | Pologne                | 23 – 23   | Allemagne                      | Palais des sports, Nouvelle capitale Arbitrage : Ivan Pavićević et Miloš Ražnatović |
| 25 janvier 2021 21h30 | Przemysław Krajewski 5 | (12 – 11) | David Schmidt, Philipp Weber 4 | Palais des sports, Nouvelle capitale Arbitrage : Ivan Pavićević et Miloš Ražnatović |
| 25 janvier 2021 21h30 | ×1 ×5                  | Rapport   | ×1 ×4                          | Palais des sports, Nouvelle capitale Arbitrage : Ivan Pavićević et Miloš Ražnatović |

### Groupe II
|   | Équipe    | Pts | J | G | N | P | Bp  | Bc  | Diff | Dép  |
| - | --------- | --- | - | - | - | - | --- | --- | ---- | ---- |
| 1 | Danemark  | 10  | 5 | 5 | 0 | 0 | 169 | 116 | 53   | —    |
| 2 | Qatar     | 6   | 5 | 3 | 0 | 2 | 132 | 135 | -3   | 2 p. |
| 3 | Argentine | 6   | 5 | 3 | 0 | 2 | 120 | 121 | -1   | 0 p. |
| 4 | Croatie   | 5   | 5 | 2 | 1 | 2 | 128 | 132 | -4   | —    |
| 5 | Japon     | 3   | 5 | 1 | 1 | 3 | 138 | 147 | -9   | —    |
| 6 | Bahreïn   | 0   | 5 | 0 | 0 | 5 | 107 | 143 | -36  | —    |

| 21 janvier 2021 16h30 | Japon                  | 24 – 28   | Argentine           | Complexe du Stade international (en), Le Caire Arbitrage : Kolahdouzan, Mousaviannazhad |
| 21 janvier 2021 16h30 | Tatsuki Yoshino (en) 8 | (13 – 17) | Federico Pizarro 10 | Complexe du Stade international (en), Le Caire Arbitrage : Kolahdouzan, Mousaviannazhad |
| 21 janvier 2021 16h30 | ×2                     | Rapport   | ×3 ×2               | Complexe du Stade international (en), Le Caire Arbitrage : Kolahdouzan, Mousaviannazhad |

| 21 janvier 2021 19h00 | Croatie         | 28 – 18  | Bahreïn            | Complexe du Stade international (en), Le Caire Arbitrage : Charlotte et Julie Bonaventura |
| 21 janvier 2021 19h00 | Zlatko Horvat 8 | (13 – 8) | Ahmed, Al-Sayyad 6 | Complexe du Stade international (en), Le Caire Arbitrage : Charlotte et Julie Bonaventura |
| 21 janvier 2021 19h00 | ×2              | Rapport  | ×1 ×3              | Complexe du Stade international (en), Le Caire Arbitrage : Charlotte et Julie Bonaventura |

| 21 janvier 2021 21h30 | Danemark        | 32 – 23   | Qatar            | Complexe du Stade international (en), Le Caire Arbitrage : Ivan Pavićević et Miloš Ražnatovic |
| 21 janvier 2021 21h30 | Mikkel Hansen 8 | (17 – 12) | Frankis Marzo 12 | Complexe du Stade international (en), Le Caire Arbitrage : Ivan Pavićević et Miloš Ražnatovic |
| 21 janvier 2021 21h30 | ×4              | Rapport   | ×3 ×7            | Complexe du Stade international (en), Le Caire Arbitrage : Ivan Pavićević et Miloš Ražnatovic |

| 23 janvier 2021 16h30 | Qatar           | 28 – 23   | Bahreïn          | Complexe du Stade international (en), Le Caire Arbitrage : Igancio Garcia et Andreu Marin |
| 23 janvier 2021 16h30 | Rafael Capote 9 | (13 – 14) | Mohammed Ahmed 5 | Complexe du Stade international (en), Le Caire Arbitrage : Igancio Garcia et Andreu Marin |
| 23 janvier 2021 16h30 | Rapport         |           |                  | Complexe du Stade international (en), Le Caire Arbitrage : Igancio Garcia et Andreu Marin |

| 23 janvier 2021 19h00 | Argentine          | 23 – 19   | Croatie      | Complexe du Stade international (en), Le Caire Arbitrage : Ivan Pavićević et Miloš Ražnatovic |
| 23 janvier 2021 19h00 | Federico Pizarro 4 | (12 – 12) | Ivan Čupić 7 | Complexe du Stade international (en), Le Caire Arbitrage : Ivan Pavićević et Miloš Ražnatovic |
| 23 janvier 2021 19h00 | ×1 ×5 ×1           | Rapport   | ×1 ×4        | Complexe du Stade international (en), Le Caire Arbitrage : Ivan Pavićević et Miloš Ražnatovic |

| 23 janvier 2021 21h30 | Japon    | 27 – 34   | Danemark         | Complexe du Stade international (en), Le Caire Arbitrage : Nachevski, Nikolov |
| 23 janvier 2021 21h30 | Agarie 7 | (17 – 19) | Emil Jakobsen 12 | Complexe du Stade international (en), Le Caire Arbitrage : Nachevski, Nikolov |
| 23 janvier 2021 21h30 | ×1 ×5    | Rapport   | ×1 ×3 ×1         | Complexe du Stade international (en), Le Caire Arbitrage : Nachevski, Nikolov |

| 25 janvier 2021 16h30 | Bahreïn          | 25 – 29   | Japon                  | Complexe du Stade international (en), Le Caire Arbitrage : Charlotte Bonaventura et Julie Bonaventura |
| 25 janvier 2021 16h30 | Mohammed Ahmed 5 | (12 – 19) | Tatsuki Yoshino (en) 9 | Complexe du Stade international (en), Le Caire Arbitrage : Charlotte Bonaventura et Julie Bonaventura |
| 25 janvier 2021 16h30 | ×1 ×5            | Rapport   | ×2                     | Complexe du Stade international (en), Le Caire Arbitrage : Charlotte Bonaventura et Julie Bonaventura |

| 25 janvier 2021 19h00 | Argentine        | 25 – 26   | Qatar           | Complexe du Stade international (en), Le Caire Arbitrage : Václav Horáček et jiří Novotný |
| 25 janvier 2021 19h00 | Federico Pizzaro | (13 – 12) | Frankis Marzo 7 | Complexe du Stade international (en), Le Caire Arbitrage : Václav Horáček et jiří Novotný |
| 25 janvier 2021 19h00 | ×2 ×5            | Rapport   | ×1 ×3           | Complexe du Stade international (en), Le Caire Arbitrage : Václav Horáček et jiří Novotný |

| 25 janvier 2021 21h30 | Danemark        | 38 – 26   | Croatie             | Complexe du Stade international (en), Le Caire Arbitrage : Oscar Raluy, Angel Sabroso |
| 25 janvier 2021 21h30 | Emil Jakobsen 8 | (17 – 15) | Marino Marić (en) 6 | Complexe du Stade international (en), Le Caire Arbitrage : Oscar Raluy, Angel Sabroso |
| 25 janvier 2021 21h30 | ×3              | Rapport   | ×1 ×3               | Complexe du Stade international (en), Le Caire Arbitrage : Oscar Raluy, Angel Sabroso |

### Groupe III
|   | Équipe   | Pts | J | G | N | P | Bp  | Bc  | Diff |
| - | -------- | --- | - | - | - | - | --- | --- | ---- |
| 1 | France   | 10  | 5 | 5 | 0 | 0 | 142 | 123 | 19   |
| 2 | Norvège  | 8   | 5 | 4 | 0 | 1 | 155 | 137 | 18   |
| 3 | Portugal | 6   | 5 | 3 | 0 | 2 | 135 | 132 | 3    |
| 4 | Suisse   | 4   | 5 | 2 | 0 | 3 | 125 | 131 | -6   |
| 5 | Islande  | 2   | 5 | 1 | 0 | 4 | 139 | 132 | 7    |
| 6 | Algérie  | 0   | 5 | 0 | 0 | 5 | 116 | 157 | -41  |

| 20 janvier 2021 16h30 | Suisse        | 20 – 18  | Islande              | Palais des sports, Ville du 6 octobre Arbitrage : Robert Schulze et Tobias Tönnies |
| 20 janvier 2021 16h30 | Andy Schmid 6 | (10 – 9) | Ólafur Guðmundsson 4 | Palais des sports, Ville du 6 octobre Arbitrage : Robert Schulze et Tobias Tönnies |
| 20 janvier 2021 16h30 | ×2 ×5         | Rapport  | ×2 ×1                | Palais des sports, Ville du 6 octobre Arbitrage : Robert Schulze et Tobias Tönnies |

| 20 janvier 2021 19h00 | France          | 29 – 26   | Algérie            | Palais des sports, Ville du 6 octobre Arbitrage : Julian Grillo et Sebastian Lenci |
| 20 janvier 2021 19h00 | Trois joueurs 4 | (16 – 14) | Messaoud Berkous 7 | Palais des sports, Ville du 6 octobre Arbitrage : Julian Grillo et Sebastian Lenci |
| 20 janvier 2021 19h00 | ×3              | Rapport   | ×1 ×5              | Palais des sports, Ville du 6 octobre Arbitrage : Julian Grillo et Sebastian Lenci |

| 20 janvier 2021 21h30 | Portugal                             | 28 – 29   | Norvège          | Palais des sports, Ville du 6 octobre Arbitrage : Óscar Raluy López et Ángel Luis Sabroso Ramírez |
| 20 janvier 2021 21h30 | Miguel Martins (en), Pedro Portela 5 | (14 – 16) | Sander Sagosen 6 | Palais des sports, Ville du 6 octobre Arbitrage : Óscar Raluy López et Ángel Luis Sabroso Ramírez |
| 20 janvier 2021 21h30 | ×3 ×7 ×1                             | Rapport   | ×1 ×4            | Palais des sports, Ville du 6 octobre Arbitrage : Óscar Raluy López et Ángel Luis Sabroso Ramírez |

| 22 janvier 2021 16h30 | Suisse         | 29 – 33   | Portugal          | Palais des sports, Ville du 6 octobre Arbitrage : Andreu Garcia, Ignacio Marin |
| 22 janvier 2021 16h30 | Andy Schmid 11 | (15 – 17) | Victor Iturriza 7 | Palais des sports, Ville du 6 octobre Arbitrage : Andreu Garcia, Ignacio Marin |
| 22 janvier 2021 16h30 | ×4             | Rapport   | ×1 ×3             | Palais des sports, Ville du 6 octobre Arbitrage : Andreu Garcia, Ignacio Marin |

| 22 janvier 2021 19h00 | Islande              | 26 – 28   | France     | Palais des sports, Ville du 6 octobre Arbitrage : Óscar Raluy López et Ángel Luis Sabroso Ramírez |
| 22 janvier 2021 19h00 | Bjarki Már Elísson 8 | (14 – 16) | Dika Mem 7 | Palais des sports, Ville du 6 octobre Arbitrage : Óscar Raluy López et Ángel Luis Sabroso Ramírez |
| 22 janvier 2021 19h00 | ×2 ×5 ×1             | Rapport   | ×5         | Palais des sports, Ville du 6 octobre Arbitrage : Óscar Raluy López et Ángel Luis Sabroso Ramírez |

| 22 janvier 2021 21h30 | Norvège           | 36 – 23   | Algérie      | Palais des sports, Ville du 6 octobre Arbitrage : Robert Schulze et Tobias Tönnies |
| 22 janvier 2021 21h30 | Alexander Blonz 7 | (17 – 11) | Ayoub Abdi 7 | Palais des sports, Ville du 6 octobre Arbitrage : Robert Schulze et Tobias Tönnies |
| 22 janvier 2021 21h30 | ×2 ×3             | Rapport   | ×1 ×4 ×1     | Palais des sports, Ville du 6 octobre Arbitrage : Robert Schulze et Tobias Tönnies |

| 24 janvier 2021 16h30 | Algérie      | 24 – 27   | Suisse        | Palais des sports, Ville du 6 octobre Arbitrage : Julian Grillo, Sebastian Lenci |
| 24 janvier 2021 16h30 | Ayoub Abdi 6 | (13 – 15) | Andy Schmid 9 | Palais des sports, Ville du 6 octobre Arbitrage : Julian Grillo, Sebastian Lenci |
| 24 janvier 2021 16h30 | ×1 ×4        | Rapport   | ×1 ×2         | Palais des sports, Ville du 6 octobre Arbitrage : Julian Grillo, Sebastian Lenci |

| 24 janvier 2021 19h00 | Islande              | 33 – 35   | Norvège          | Palais des sports, Ville du 6 octobre Arbitrage : Nachevski, Nikolov |
| 24 janvier 2021 19h00 | Bjarki Már Elísson 6 | (18 – 18) | Sander Sagosen 8 | Palais des sports, Ville du 6 octobre Arbitrage : Nachevski, Nikolov |
| 24 janvier 2021 19h00 | ×2 ×8 ×1             | Rapport   | ×2 ×8            | Palais des sports, Ville du 6 octobre Arbitrage : Nachevski, Nikolov |

| 24 janvier 2021 21h30 | Portugal         | 23 – 32   | France        | Palais des sports, Ville du 6 octobre Arbitrage : Gubica, Milošević |
| 24 janvier 2021 21h30 | Miguel Martins 6 | (12 - 16) | Hugo Descat 8 | Palais des sports, Ville du 6 octobre Arbitrage : Gubica, Milošević |
| 24 janvier 2021 21h30 | ×2 ×4            | Rapport   | ×2            | Palais des sports, Ville du 6 octobre Arbitrage : Gubica, Milošević |

### Groupe IV
|   | Équipe            | Pts | J | G | N | P | Bp  | Bc  | Diff |
| - | ----------------- | --- | - | - | - | - | --- | --- | ---- |
| 1 | Suède             | 8   | 5 | 3 | 2 | 0 | 144 | 117 | 27   |
| 2 | Égypte            | 7   | 5 | 3 | 1 | 1 | 149 | 117 | 32   |
| 3 | Slovénie          | 6   | 5 | 2 | 2 | 1 | 138 | 130 | 8    |
| 4 | Russie            | 5   | 5 | 2 | 1 | 2 | 138 | 139 | -1   |
| 5 | Biélorussie       | 4   | 5 | 1 | 2 | 2 | 139 | 148 | -9   |
| 6 | Macédoine du Nord | 0   | 5 | 0 | 0 | 5 | 106 | 163 | -57  |

1. ↑  Officiellement « Équipe de la fédération russe de handball », cf. Championnat du monde masculin de handball 2021#Cas particulier de la Russie.

| 20 janvier 2021 16h30 | Macédoine du Nord | 21 – 31  | Slovénie       | Complexe du Stade international (en), Le Caire Arbitrage : Igancio Garcia et Andreu Marin |
| 20 janvier 2021 16h30 | Kiril Lazarov 5   | (9 – 13) | Dragan Gajić 7 | Complexe du Stade international (en), Le Caire Arbitrage : Igancio Garcia et Andreu Marin |
| 20 janvier 2021 16h30 | ×1 ×2             | Rapport  | ×1 ×2          | Complexe du Stade international (en), Le Caire Arbitrage : Igancio Garcia et Andreu Marin |

| 20 janvier 2021 19h00 | Russie               | 23 – 28  | Égypte            | Complexe du Stade international (en), Le Caire Arbitrage : Václav Horáček et Jiří Novotný |
| 20 janvier 2021 19h00 | Sergueï Kossorotov 8 | (8 – 15) | Mohamed Mamdouh 7 | Complexe du Stade international (en), Le Caire Arbitrage : Václav Horáček et Jiří Novotný |
| 20 janvier 2021 19h00 | ×1 ×7                | Rapport  | ×3                | Complexe du Stade international (en), Le Caire Arbitrage : Václav Horáček et Jiří Novotný |

| 20 janvier 2021 21h30 | Suède          | 26 – 26   | Biélorussie           | Complexe du Stade international (en), Le Caire Arbitrage : Charlotte et Julie Bonaventura |
| 20 janvier 2021 21h30 | Hampus Wanne 7 | (11 – 15) | Andrei Yurynok (en) 5 | Complexe du Stade international (en), Le Caire Arbitrage : Charlotte et Julie Bonaventura |
| 20 janvier 2021 21h30 | ×3             | Rapport   | ×1 ×4                 | Complexe du Stade international (en), Le Caire Arbitrage : Charlotte et Julie Bonaventura |

| 22 janvier 2021 16h30 | Macédoine du Nord        | 20 – 32  | Russie             | Complexe du Stade international (en), Le Caire Arbitrage : Charlotte et Julie Bonaventura |
| 22 janvier 2021 16h30 | Filip Kuzmanovski (en) 6 | (9 – 19) | Igor Soroka (en) 6 | Complexe du Stade international (en), Le Caire Arbitrage : Charlotte et Julie Bonaventura |
| 22 janvier 2021 16h30 | Rapport                  |          |                    | Complexe du Stade international (en), Le Caire Arbitrage : Charlotte et Julie Bonaventura |

| 22 janvier 2021 19h00 | Égypte     | 35 – 26   | Biélorussie | Complexe du Stade international (en), Le Caire Arbitrage : Giorgji Nachevski et Slave Nikolov |
| 22 janvier 2021 19h00 | El-Ahmar 8 | (21 – 14) | Vailupau 4  | Complexe du Stade international (en), Le Caire Arbitrage : Giorgji Nachevski et Slave Nikolov |
| 22 janvier 2021 19h00 | ×1         | Rapport   | ×1 ×3       | Complexe du Stade international (en), Le Caire Arbitrage : Giorgji Nachevski et Slave Nikolov |

| 22 janvier 2021 21h30 | Slovénie       | 28 – 28   | Suède          | Complexe du Stade international (en), Le Caire Arbitrage : Václav Horáček et Jiří Novotný |
| 22 janvier 2021 21h30 | Dragan Gajić 6 | (14 – 15) | Hampus Wanne 7 | Complexe du Stade international (en), Le Caire Arbitrage : Václav Horáček et Jiří Novotný |
| 22 janvier 2021 21h30 | ×1 ×5          | Rapport   | ×2 ×8 ×1       | Complexe du Stade international (en), Le Caire Arbitrage : Václav Horáček et Jiří Novotný |

| 24 janvier 2021 16h30 | Biélorussie         | 30 – 26   | Macédoine du Nord | Complexe du Stade international (en), Le Caire Arbitrage : Majid Kolahdouzan et Alireza Mousaviannazhad |
| 24 janvier 2021 16h30 | Uladzislau Kulesh 7 | (14 – 14) | Kiril Lazarov 7   | Complexe du Stade international (en), Le Caire Arbitrage : Majid Kolahdouzan et Alireza Mousaviannazhad |
| 24 janvier 2021 16h30 | ×2 ×3               | Rapport   | ×1                | Complexe du Stade international (en), Le Caire Arbitrage : Majid Kolahdouzan et Alireza Mousaviannazhad |

| 24 janvier 2021 19h00 | Slovénie    | 25 – 25  | Égypte           | Complexe du Stade international (en), Le Caire Arbitrage : Robert Schulze et Tobias Tönnies |
| 24 janvier 2021 19h00 | Blaž Janc 6 | (12 – 8) | Mohammad Sanad 7 | Complexe du Stade international (en), Le Caire Arbitrage : Robert Schulze et Tobias Tönnies |
| 24 janvier 2021 19h00 | ×2 ×6       | Rapport  | ×2               | Complexe du Stade international (en), Le Caire Arbitrage : Robert Schulze et Tobias Tönnies |

| 24 janvier 2021 21h30 | Russie            | 20 – 34  | Suède          | Complexe du Stade international (en), Le Caire Arbitrage : García, Marín |
| 24 janvier 2021 21h30 | Alexander Kotov 5 | (8 – 17) | Lucas Pellas 8 | Complexe du Stade international (en), Le Caire Arbitrage : García, Marín |
| 24 janvier 2021 21h30 | ×1 ×5 ×1          | Rapport  | ×1 ×5          | Complexe du Stade international (en), Le Caire Arbitrage : García, Marín |

## Phase finale
Les quarts de finale, supprimés en 2019, sont donc réintroduits.
|  | Quarts de finale             | Quarts de finale             |                              |                              | Demi-finales                 | Demi-finales                 |    |  | Finale                       | Finale                       |
|  | Quarts de finale             | Quarts de finale             |                              |                              | Demi-finales                 | Demi-finales                 |    |  | Finale                       | Finale                       |
|  |                              |                              |                              |                              |                              |                              |    |  |                              |                              |
|  | 27 janvier 2021, 21h30 UTC+2 | 27 janvier 2021, 21h30 UTC+2 |                              |                              | 29 janvier 2021, 21h30 UTC+2 | 29 janvier 2021, 21h30 UTC+2 |    |  | 31 janvier 2021, 18h30 UTC+2 | 31 janvier 2021, 18h30 UTC+2 |
|  | 27 janvier 2021, 21h30 UTC+2 | 27 janvier 2021, 21h30 UTC+2 |                              |                              | 29 janvier 2021, 21h30 UTC+2 | 29 janvier 2021, 21h30 UTC+2 |    |  | 31 janvier 2021, 18h30 UTC+2 | 31 janvier 2021, 18h30 UTC+2 |
|  | Espagne                      | 31                           |                              |                              | 29 janvier 2021, 21h30 UTC+2 | 29 janvier 2021, 21h30 UTC+2 |    |  | 31 janvier 2021, 18h30 UTC+2 | 31 janvier 2021, 18h30 UTC+2 |
|  | Espagne                      | 31                           |                              |                              | 29 janvier 2021, 21h30 UTC+2 | 29 janvier 2021, 21h30 UTC+2 |    |  | 31 janvier 2021, 18h30 UTC+2 | 31 janvier 2021, 18h30 UTC+2 |
|  | Norvège                      | 26                           |                              |                              | 29 janvier 2021, 21h30 UTC+2 | 29 janvier 2021, 21h30 UTC+2 |    |  | 31 janvier 2021, 18h30 UTC+2 | 31 janvier 2021, 18h30 UTC+2 |
|  | Norvège                      | 26                           | Espagne                      | 33                           |                              |                              |    |  | 31 janvier 2021, 18h30 UTC+2 | 31 janvier 2021, 18h30 UTC+2 |
|  | 27 janvier 2021, 18h30 UTC+2 |                              | Espagne                      | 33                           |                              |                              |    |  | 31 janvier 2021, 18h30 UTC+2 | 31 janvier 2021, 18h30 UTC+2 |
|  |                              | Danemark                     | 35                           |                              |                              |                              |    |  | 31 janvier 2021, 18h30 UTC+2 | 31 janvier 2021, 18h30 UTC+2 |
|  | Danemark                     | Danemark                     | 35                           | 39tab                        |                              |                              |    |  | 31 janvier 2021, 18h30 UTC+2 | 31 janvier 2021, 18h30 UTC+2 |
|  | Danemark                     |                              |                              | 39tab                        |                              |                              |    |  | 31 janvier 2021, 18h30 UTC+2 | 31 janvier 2021, 18h30 UTC+2 |
|  | Égypte                       | 38                           |                              |                              |                              |                              |    |  | 31 janvier 2021, 18h30 UTC+2 | 31 janvier 2021, 18h30 UTC+2 |
|  | Égypte                       | 38                           | Danemark                     | 26                           |                              |                              |    |  |                              |                              |
|  | 27 janvier 2021, 21h30 UTC+2 |                              | Danemark                     | 26                           |                              |                              |    |  |                              |                              |
|  |                              | Suède                        | 24                           |                              |                              |                              |    |  |                              |                              |
|  | France                       | Suède                        | 24                           | 35 ap                        |                              |                              |    |  |                              |                              |
|  | France                       | 29 janvier 2021, 18h30 UTC+2 |                              | 35 ap                        |                              |                              |    |  |                              |                              |
|  | Hongrie                      | 32                           |                              |                              |                              |                              |    |  |                              |                              |
|  | Hongrie                      | 32                           | France                       | 26                           |                              |                              |    |  |                              |                              |
|  | 27 janvier 2021, 21h30 UTC+2 | 27 janvier 2021, 21h30 UTC+2 | France                       | 26                           | Match pour la 3e place       | Match pour la 3e place       |    |  |                              |                              |
|  | 27 janvier 2021, 21h30 UTC+2 | 27 janvier 2021, 21h30 UTC+2 |                              | Suède                        | Match pour la 3e place       | Match pour la 3e place       | 32 |  |                              |                              |
|  | Suède                        | 35                           | 31 janvier 2021, 15h30 UTC+2 | 31 janvier 2021, 15h30 UTC+2 |                              |                              | 32 |  |                              |                              |
|  | Suède                        | 35                           | 31 janvier 2021, 15h30 UTC+2 | 31 janvier 2021, 15h30 UTC+2 |                              |                              |    |  |                              |                              |
|  | Qatar                        | 23                           |                              | Espagne                      | 35                           |                              |    |  |                              |                              |
|  | Qatar                        | 23                           |                              | Espagne                      | 35                           |                              |    |  |                              |                              |
|  |                              |                              |                              |                              |                              |                              |    |  | France                       | 29                           |
|  |                              |                              |                              |                              |                              |                              |    |  | France                       | 29                           |

### Quarts de finale
| 27 janvier 2021 18h30 UTC+2 | Danemark                     | 39 – 38 (tab)      | Égypte           | Complexe du Stade international (en), Le Caire Arbitrage : Matija Gubica et Boris Milošević |
| 27 janvier 2021 18h30 UTC+2 | Mikkel Hansen 10             | (16 – 13, 28 – 28) | Yehia El-Deraa 8 | Complexe du Stade international (en), Le Caire Arbitrage : Matija Gubica et Boris Milošević |
| 27 janvier 2021 18h30 UTC+2 | Prol. : 6-6, 1-1 ; Tab : 4-3 |                    |                  | Complexe du Stade international (en), Le Caire Arbitrage : Matija Gubica et Boris Milošević |
| 27 janvier 2021 18h30 UTC+2 | ×1 ×3 ×1                     | Rapport            | ×1 ×5 ×1         | Complexe du Stade international (en), Le Caire Arbitrage : Matija Gubica et Boris Milošević |

| 27 janvier 2021 21h30 UTC+2 | Suède                          | 35 – 23   | Qatar           | Complexe du Stade international (en), Le Caire Arbitrage : Charlotte et Julie Bonaventura |
| 27 janvier 2021 21h30 UTC+2 | Lucas Pellas, Valter Chrintz 8 | (14 – 10) | Frankis Marzo 5 | Complexe du Stade international (en), Le Caire Arbitrage : Charlotte et Julie Bonaventura |
| 27 janvier 2021 21h30 UTC+2 | ×3                             | Rapport   | ×3              | Complexe du Stade international (en), Le Caire Arbitrage : Charlotte et Julie Bonaventura |

| 27 janvier 2021 21h30 UTC+2 | Espagne           | 31 – 26   | Norvège         | Palais des sports, Nouvelle capitale Arbitrage : Giorgji Nachevski et Slave Nikolov |
| 27 janvier 2021 21h30 UTC+2 | Alex Dujshebaev 8 | (21 – 15) | Magnus Jøndal 6 | Palais des sports, Nouvelle capitale Arbitrage : Giorgji Nachevski et Slave Nikolov |
| 27 janvier 2021 21h30 UTC+2 | ×1 ×3             | Rapport   | ×1 ×3           | Palais des sports, Nouvelle capitale Arbitrage : Giorgji Nachevski et Slave Nikolov |

| 27 janvier 2021 21h30 UTC+2 | France           | 35 – 32 (ap)       | Hongrie         | Palais des sports, Ville du 6 octobre Arbitrage : Igancio Garcia et Andreu Marín |
| 27 janvier 2021 21h30 UTC+2 | Michaël Guigou 6 | (12 – 14, 30 – 30) | Bence Bánhidi 6 | Palais des sports, Ville du 6 octobre Arbitrage : Igancio Garcia et Andreu Marín |
| 27 janvier 2021 21h30 UTC+2 | Prol. : 5 – 2    |                    |                 | Palais des sports, Ville du 6 octobre Arbitrage : Igancio Garcia et Andreu Marín |
| 27 janvier 2021 21h30 UTC+2 | ×2 ×4            | Rapport            | ×2 ×3           | Palais des sports, Ville du 6 octobre Arbitrage : Igancio Garcia et Andreu Marín |

### Demi-finales
| 29 janvier 2021 18h30 UTC+2 | France        | 26 – 32   | Suède           | Complexe du Stade international (en), Le Caire Arbitrage : Robert Schullze et Tobias Tönnies |
| 29 janvier 2021 18h30 UTC+2 | Hugo Descat 5 | (13 – 16) | Hampus Wanne 11 | Complexe du Stade international (en), Le Caire Arbitrage : Robert Schullze et Tobias Tönnies |
| 29 janvier 2021 18h30 UTC+2 | ×4 ×1         | Rapport   | ×2 ×4           | Complexe du Stade international (en), Le Caire Arbitrage : Robert Schullze et Tobias Tönnies |

| 29 janvier 2021 21h30 UTC+2 | Espagne             | 33 – 35   | Danemark         | Complexe du Stade international (en), Le Caire Arbitrage : Václav Horáček et Jiří Novotný |
| 29 janvier 2021 21h30 UTC+2 | Daniel Dujshebaev 7 | (16 – 18) | Mikkel Hansen 12 | Complexe du Stade international (en), Le Caire Arbitrage : Václav Horáček et Jiří Novotný |
| 29 janvier 2021 21h30 UTC+2 | ×1 ×3               | Rapport   | ×2 ×3 ×1         | Complexe du Stade international (en), Le Caire Arbitrage : Václav Horáček et Jiří Novotný |

### Match pour la troisième place
| 31 janvier 2021 15h30 UTC+2 | Espagne           | 35 – 29   | France        | Complexe du Stade international (en), Le Caire Arbitrage : Matija Gubica et Boris Milosevic |
| 31 janvier 2021 15h30 UTC+2 | Alex Dujshebaev 8 | (16 – 13) | Hugo Descat 7 | Complexe du Stade international (en), Le Caire Arbitrage : Matija Gubica et Boris Milosevic |
| 31 janvier 2021 15h30 UTC+2 | ×1                | Rapport   | ×2 ×1         | Complexe du Stade international (en), Le Caire Arbitrage : Matija Gubica et Boris Milosevic |

### Finale
| 31 janvier 2021 18h30 UTC+2 | Danemark        | 26 – 24   | Suède          | Complexe du Stade international (en), Le Caire Arbitrage : Oscar Raluy et Angel Sabroso |
| 31 janvier 2021 18h30 UTC+2 | Mikkel Hansen 7 | (13 – 13) | Hampus Wanne 5 | Complexe du Stade international (en), Le Caire Arbitrage : Oscar Raluy et Angel Sabroso |
| 31 janvier 2021 18h30 UTC+2 | ×4              | Rapport   | ×2 ×3          | Complexe du Stade international (en), Le Caire Arbitrage : Oscar Raluy et Angel Sabroso |

## Classement final
Les équipes sont classées selon les critères suivants :
- Places 1 à 4 : suivant leurs résultats lors de la finale et du match pour la troisième place ;
- Places 5 à 8 : suivant leur classement lors du tour principal, puis le nombre de points marqués et enfin la différence de buts :
- Places 9 à 24 : les équipes ayant terminé troisième du tour principal sont classées de la 9e à la 12e place, les quatrièmes de la 13e à la 16e place, les cinquièmes de la 17e à la 20e place et les sixièmes de la 21e à la 24e place. Pour départager les quatre équipes, il faut considérer :
  1. le nombre de points gagnés (lors du tour principal) ;
  2. la différence de buts lors du tour principal ;
  3. le plus grand nombre de buts marqués lors du tour principal ;
  4. le cas échéant, les équipes sont départagées en fonction du nombre de points marqués, puis de la différence de buts et enfin du  plus grand nombre de buts marqués lors du tour préliminaire.
  5. en dernier recours, le départage est fait au tirage au sort.
- Places 25 à 32 : suivant leurs résultats lors des matchs de classement à l'issue de la Coupe du Président.

Le classement final est:
| Rang                      | Équipe            | J                          | G                          | N                          | P                          | Bp                         | Bc                         | Diff                       |
| ------------------------- | ----------------- | -------------------------- | -------------------------- | -------------------------- | -------------------------- | -------------------------- | -------------------------- | -------------------------- |
| Médaille d'or, monde      | Danemark          | 9                          | 9                          | 0                          | 0                          | 308                        | 230                        | 78                         |
| Médaille d'argent, monde  | Suède             | 9                          | 6                          | 2                          | 1                          | 276                        | 208                        | 68                         |
| Médaille de bronze, monde | Espagne           | 9                          | 7                          | 1                          | 1                          | 296                        | 254                        | 42                         |
| 4                         | France            | 9                          | 7                          | 0                          | 2                          | 267                        | 250                        | 17                         |
|                           |                   |                            |                            |                            |                            |                            |                            |                            |
| 5                         | Hongrie           | 7                          | 5                          | 0                          | 2                          | 226                        | 193                        | +33                        |
| 6                         | Norvège           | 7                          | 5                          | 0                          | 2                          | 219                        | 197                        | +22                        |
| 7                         | Égypte            | 7                          | 4                          | 1                          | 2                          | 222                        | 195                        | +27                        |
| 8                         | Qatar             | 7                          | 4                          | 0                          | 3                          | 185                        | 195                        | -10                        |
|                           |                   |                            |                            |                            |                            |                            |                            |                            |
| 9                         | Slovénie          | 6                          | 3                          | 2                          | 1                          | 189                        | 159                        | +30                        |
| 10                        | Portugal          | 6                          | 4                          | 0                          | 2                          | 168                        | 152                        | +16                        |
| 11                        | Argentine         | 6                          | 4                          | 0                          | 2                          | 148                        | 143                        | +5                         |
| 12                        | Allemagne         | 6                          | 3                          | 1                          | 2                          | 163                        | 122                        | +41                        |
| 13                        | Pologne           | 6                          | 3                          | 1                          | 2                          | 168                        | 147                        | +21                        |
| 14                        | Russie            | 6                          | 3                          | 1                          | 2                          | 167                        | 164                        | +3                         |
| 15                        | Croatie           | 6                          | 3                          | 1                          | 2                          | 156                        | 152                        | +4                         |
| 16                        | Suisse            | 6                          | 3                          | 0                          | 3                          | 153                        | 156                        | -3                         |
| 17                        | Biélorussie       | 6                          | 2                          | 2                          | 2                          | 171                        | 172                        | -1                         |
| 18                        | Brésil            | 6                          | 1                          | 2                          | 3                          | 168                        | 171                        | -3                         |
| 19                        | Japon             | 6                          | 2                          | 1                          | 3                          | 168                        | 176                        | -8                         |
| 20                        | Islande           | 6                          | 2                          | 0                          | 4                          | 170                        | 155                        | +15                        |
| 21                        | Bahreïn           | 6                          | 1                          | 0                          | 5                          | 141                        | 170                        | -29                        |
| 22                        | Algérie           | 6                          | 1                          | 0                          | 5                          | 141                        | 180                        | -39                        |
| 23                        | Macédoine du Nord | 6                          | 1                          | 0                          | 5                          | 138                        | 192                        | -54                        |
| 24                        | Uruguay           | 6                          | 1                          | 0                          | 5                          | 98                         | 192                        | -94                        |
|                           |                   |                            |                            |                            |                            |                            |                            |                            |
| 25                        | Tunisie           | 7                          | 4                          | 1                          | 2                          | 209                        | 182                        | 27                         |
| 26                        | Autriche          | 7                          | 3                          | 0                          | 4                          | 220                        | 220                        | 0                          |
| 27                        | Chili             | 7                          | 3                          | 0                          | 4                          | 222                        | 221                        | +1                         |
| 28                        | RD Congo          | 7                          | 2                          | 0                          | 5                          | 162                        | 205                        | -43                        |
| 29                        | Maroc             | 7                          | 2                          | 0                          | 5                          | 167                        | 206                        | -39                        |
| 30                        | Angola            | 7                          | 1                          | 0                          | 6                          | 173                        | 184                        | -11                        |
| 31                        | Corée du Sud      | 7                          | 1                          | 0                          | 6                          | 176                        | 225                        | −49                        |
| 32                        | Cap-Vert          | Forfait après 1 match joué | Forfait après 1 match joué | Forfait après 1 match joué | Forfait après 1 match joué | Forfait après 1 match joué | Forfait après 1 match joué | Forfait après 1 match joué |

## Statistiques et récompenses

### Équipe-type
| Palicka Wanne Fabregas Solé Hansen Gottfridsson Gidsel Meilleur joueur : Hansen Meilleur buteur : Marzo , 58 buts              |
| Équipe-type du championnat du monde 2021                                                                                       |
| · Palicka · Wanne · Fabregas · Solé · Hansen · Gottfridsson · Gidsel Meilleur joueur : Hansen Meilleur buteur : Marzo, 58 buts |

L'équipe-type du tournoi est composée des joueurs suivants :
- Meilleur joueur :  Mikkel Hansen
- Meilleur gardien de but :  Andreas Palicka
- Meilleur ailier droit :  Ferrán Solé
- Meilleur arrière droit :  Mathias Gidsel
- Meilleur demi-centre :  Jim Gottfridsson
- Meilleur pivot :  Ludovic Fabregas
- Meilleur arrière gauche :  Mikkel Hansen
- Meilleur ailier gauche :  Hampus Wanne

### Statistiques collectives
- Meilleure attaque :  Danemark (34,2 buts par match)
- Moins bonne attaque :  Uruguay (16,3 buts par match)
- Meilleure défense :  Allemagne (20,3 buts par match)
- Moins bonne défense :  Corée du Sud (32,1 buts par match)

### Statistiques individuelles
| Rang | Joueur                | Équipe       | Buts | Tirs | %      | 7m    | MJ | Moy. |
| ---- | --------------------- | ------------ | ---- | ---- | ------ | ----- | -- | ---- |
| 1    | Frankis Marzo         | Qatar        | 58   | 96   | 60,4 % | -     | 7  | 8,3  |
| 2    | Sander Sagosen        | Norvège      | 54   | 83   | 65,1 % | 22/25 | 7  | 7,7  |
| 3    | Hampus Wanne          | Suède        | 53   | 71   | 74,6 % | 19/23 | 9  | 5,9  |
| 4    | Erwin Feuchtmann      | Chili        | 49   | 78   | 62,8 % | 8/11  | 7  | 7,0  |
| 5    | Mikkel Hansen         | Danemark     | 48   | 69   | 69,6 % | 14/17 | 7  | 6,9  |
| 6    | Andy Schmid           | Suisse       | 44   | 80   | 55,0 % | 14/15 | 6  | 7,3  |
| 7    | Mohamed Darmoul       | Tunisie      | 40   | 49   | 81,6 % | -     | 6  | 6,7  |
| 8    | Mathias Gidsel        | Danemark     | 39   | 49   | 79,6 % | -     | 9  | 4,3  |
| 9    | Rodrigo Salinas Muñoz | Chili        | 39   | 59   | 66,1 % | 5/8   | 6  | 6,5  |
| 10   | Kim Jin-young         | Corée du Sud | 39   | 72   | 54,2 % | 7/8   | 6  | 6,5  |

| Rang | Joueur                  | Équipe    | %      | Arrêts | Tirs | MJ | Moy. |
| ---- | ----------------------- | --------- | ------ | ------ | ---- | -- | ---- |
| 1    | Humberto Gomes (en)     | Portugal  | 43,4 % | 33     | 76   | 6  | 5,5  |
| 2    | Gonzalo Pérez de Vargas | Espagne   | 36,3 % | 66     | 182  | 8  | 8,3  |
| 3    | Johannes Bitter         | Allemagne | 35,9 % | 33     | 92   | 5  | 6,6  |
| 4    | Leonel Maciel           | Argentine | 35,8 % | 57     | 159  | 6  | 9,5  |
| 5    | Urban Lesjak (en)       | Slovénie  | 35,5 % | 27     | 76   | 4  | 6,8  |
| 6    | Adam Morawski (en)      | Pologne   | 35,4 % | 56     | 158  | 6  | 9,3  |
| 7    | Stanislav Tretynko      | Russie    | 35,0 % | 21     | 60   | 4  | 5,3  |
| 8    | Juan Bar (es)           | Argentine | 34,0 % | 18     | 53   | 6  | 3,0  |
| 9    | Rodrigo Corrales        | Espagne   | 33,8 % | 54     | 160  | 9  | 6,0  |
| 10   | Andreas Palicka         | Suède     | 33,8 % | 72     | 213  | 9  | 8,0  |

 Membre de l'équipe-type.

## Effectifs des équipes sur le podium

### Champion du monde:Danemark
L'effectif de l'équipe du Danemark, championne du monde, est, :
- Niklas Landin Jacobsen (GB)
- Kevin Møller (GB)
- Emil Nielsen (GB)
- Magnus Landin Jacobsen
- Magnus Bramming
- Emil Jakobsen
- Anders Zachariassen
- Magnus Saugstrup
- Lasse Svan Hansen
- Henrik Møllgaard
- Mads Mensah Larsen
- Mikkel Hansen
- Morten Olsen
- Jóhan Hansen
- Lasse Andersson
- Nikolaj Øris Nielsen
- Jacob Holm
- Mathias Gidsel
- Simon Hald Jensen
- Nikolaj Læsø
- Benjamin Jakobsen

Entraîneur :
- Nikolaj Bredahl Jacobsen

### Vice-champion du monde:Suède
L'effectif de l'équipe de Suède , vice-championne du monde, est, :
- Andreas Palicka (GB)
- Mikael Aggefors (GB)
- Jonathan Carlsbogård
- Max Darj
- Alfred Jönsson
- Daniel Pettersson
- Hampus Wanne
- Fredric Pettersson
- Felix Claar
- Lucas Pellas
- Albin Lagergren
- Jim Gottfridsson
- Linus Persson
- Oskar Sunnefeldt
- Jonathan Edvardsson
- Oscar Bergendahl
- Lukas Sandell
- Valter Chrintz
- Anton Lindskog

Entraîneur :
- Glenn Solberg

### Troisième:Espagne
L'effectif de l'équipe d'Espagne, médaille de bronze, est, :
- Gonzalo Pérez de Vargas (GB)
- Rodrigo Corrales (GB)
- Sergey Hernández (GB)
- Jorge Maqueda
- Ángel Fernández Pérez
- Raúl Entrerríos
- Alex Dujshebaev
- Daniel Sarmiento
- Ferrán Solé
- Iosu Goñi Leoz
- Adrià Figueras
- Joan Cañellas
- Viran Morros
- Aleix Gómez
- Aitor Ariño
- Gedeón Guardiola
- Rubén Marchán
- Daniel Dujshebaev

Entraîneur :
- Jordi Ribera